# 地下鉄

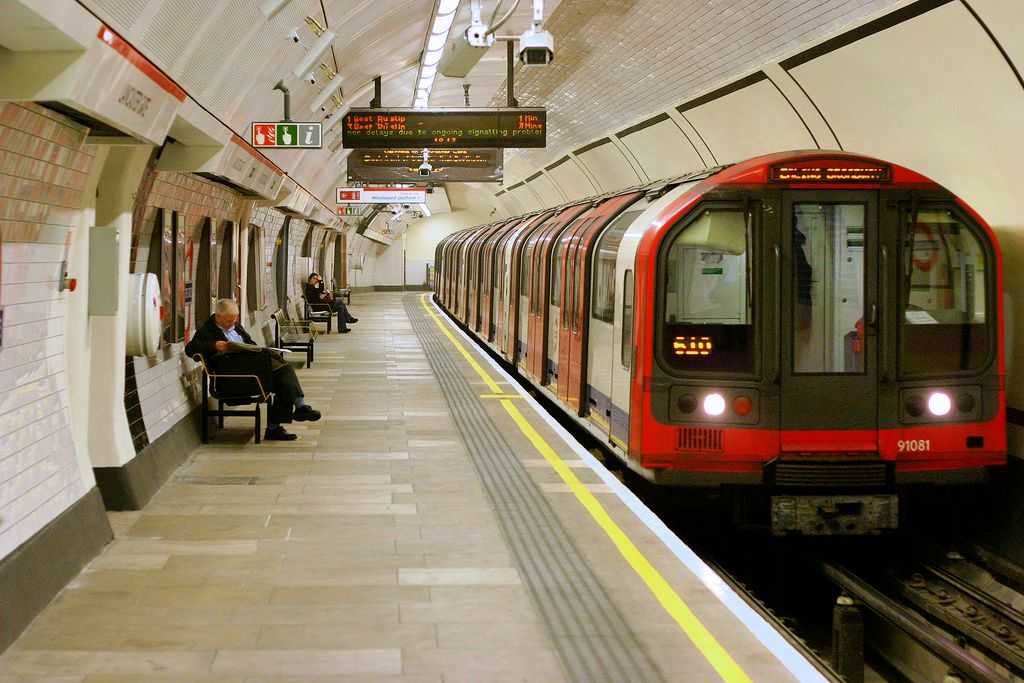
世界最古の地下鉄であるロンドン地下鉄 (1863年開業)

地下鉄（ちかてつ、イギリス英語: subway,underground, tube、アメリカ英語: underground, tube,subway）は、地下鉄道（ちかてつどう）の略で、路線の一部または全部が地下空間に存在する鉄道である。

## 定義
日本語で言う「地下鉄」について、鉄道事業法、軌道法、鉄道軌道整備法など法令上の定義は存在しない。日本民営鉄道協会が編集した鉄道用語事典においては「都市の地下部分に建設されたトンネルの中を走行する鉄道のこと」と説明している。
英語圏では、路面交通の緩和を目的として地下・高架に建設され、他の交通機関との平面交差による影響を受けない鉄道全般を"rapid transit"（ラピッド・トランジット、日本の都市計画法における「都市高速鉄道」とほぼ同義）と称し、これが地下鉄の対訳の一つとされる。

## 概要

### 定時性・安全性
地下を通る路線は地下を走行するため景色が存在せず観光用途には向かないが、高架橋の上を通る路線と同様に踏切や交通信号などの存在を介した道路など他の輸送システムとの相互干渉がないため、市街地が密集している大都市の中心部など本来、定時運行が難しい場所でも定時運行が可能であり、踏切事故などの交通事故の危険性も地上の鉄道路線に比べて低い。また地上を走る路線と異なり強風あるいは雨・雪・霧などによる影響も受けることがなく、この点も定時性確保に寄与している。台風が上陸して鉄道やバスが運休する中、地下鉄のみ唯一運行する例も多い。運転時の視認性が悪いため、信号などの保安装置より安全なものが採用されていることが多く、衝突事故の危険性も低い。
しかし、低所を走るため排水設備に不備があると水害の危険があり、またオウム真理教による地下鉄サリン事件などテロリズムの脅威もある。また、欧米では防火設備の不十分な古い地下鉄も多く、木製の車両やエレベーターが存在しているところもある。

### 路線の構造
断面
草創期の地下鉄は地表面を掘り下げて箱形のトンネルを造る開削工法によって建設された。開削工法は工事費用が安く済む代わり、トンネルの両壁に当たる箇所に打ち込む連続した土留杭が必要であり打ち込み工事が交通の支障となるばかりか、工期や工事費の関係からも浅いトンネルしか建設できなかった。開削工事はまた、工事中は地表面の仮保護により地上の交通の妨げにならないよう配慮するも、地下鉄建設に関係する資機材や掘り出した土砂の搬出口を地上に設置する必要があり地上交通への影響は避けられなかった。しかしシールド工法の登場で地上・地中の構造物に極力影響を与えることなく地下に路線を建設することを可能にし、工事中に直上道路の車線が減少するなど地上交通や都市景観への影響も極力回避できるようになった。シールド工法により造られたシールドトンネルは土圧に耐えるため通常は円形であるが、プラットフォームを設けるため眼鏡型など特殊形状のシールドマシンを用意した例もある。なおいずれの工法を取る場合においても駅舎建設（地上に設ける出入口を含む）のため一部は開削工法に頼らざるを得ない。なおベイエリアに代表される浅い海には一般に沈埋トンネルが採用されるため箱形であり、地盤状況が許せばNATM工法など山岳トンネルと同じ工法が採用されるため馬蹄形の断面となる。
路線の線形・車両の大きさ
線形について、市街地の地下に路線を通す場合は、国によって事情は異なるが多くの場合、法律や地上の土地所有権などが絡む問題があり、それを回避するため公有地である道路（公道）の地下に通すことが多い。道路の地下に路線を建設する場合、路線の形状やルートが都市の構造に依存するため、長い直線的な道路が地上に存在しない場所では路線が複雑に曲がりくねるルートとなり速度制限を受ける。大断面のシールドマシンが準備できないなど工法上の制限や、建設資金上の制限がある場合、時間あたりの輸送人員は低下するが工事費の安くつく小型の車両を採用した路線になりがちである。
勾配および地下区間の選定
一般に地下を掘って構造物を造る工事は費用がかさむため、特に郊外の区間において高架区間や地上区間を併用することが一般的である。勾配も車両の性能が許す限り大きめに取りトンネル延長・地上に出るまでの距離のどちらもできるだけ短く留め、また凸凹のある地形を利用し、できるだけ明かり区間を長く取る路線選定がなされることがある。

### 他の交通機関との連携

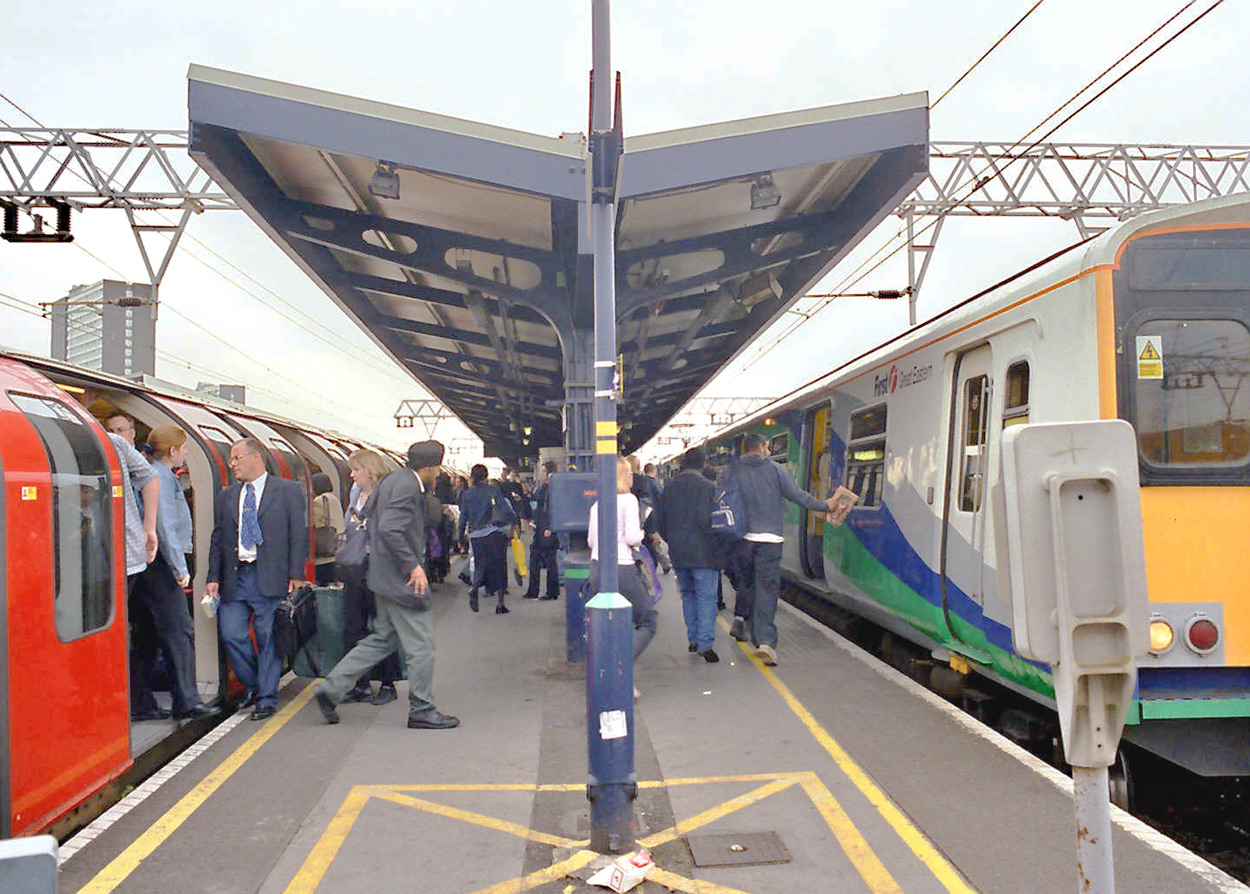
ストラトフォード駅のロンドン地下鉄 (左) 及びグレーター・アングリア (右) の乗り換えプラットホーム。同駅にはドックランズ・ライト・レイルウェイ (図示せず) も乗り入れる。

地下鉄と一般鉄道はハード面では互いに独立したシステムとなっている例が大半だが、ドイツ等では路面電車やバスを含めた大規模な共通運賃制度が実施され、ソフト面で連係が進められている例が多い。一部の路線では交通機関同士でダイヤグラムを調整したり、乗り場を同一平面に置くなど、円滑な乗換えが出来るように考慮されている。一方で相次ぐ路線の増設により、駅が離れていたり、経路の案内がわかりづらかったりと（同じ事業者の路線でも）乗継が不便になっている例もまま見受けられる。
なお、郊外電車の運営事業者が都心部で独自の地下線を有するケースがある。この場合、地下鉄と同じ役割を果たしていても地下鉄と認識されない場合が多い。
空港連絡鉄道としても重宝されており、世界の主要な都市の空港では地下鉄が乗り入れを行っているケースが多い。

### 費用
地下鉄は建設にも維持管理にも莫大な費用を費やす交通機関であることから、大量の輸送需要が見込める都市でないと建設・維持することが難しい。日本で地下鉄のある都市は100万人以上の人口を抱える都市圏である。さらに建設費の償還や維持費の確保のため、他の公共交通機関と比較すると運賃が割高な傾向がある。建設しても需要が予想をはるかに下回ったとき非常に大きな負担となる場合もある。そのため、それほどの需要が見込めない場合は建設費用や維持費用が地下鉄より安いモノレール、新交通システム、LRT、BRTなどが選ばれることが多い。
さらに発展途上国の場合、維持していけるだけの需要が見込めるにもかかわらず経済的に建設できる能力がないとき、先進国からの政府開発援助(ODA)や世界銀行からの融資によって建設されることがある。

### 軍事利用
第一次世界大戦・第二次世界大戦の際、ロンドン地下鉄が防空壕の役割を果たしたことから、戦争や自然災害などの有事の際の大規模な避難所としての利用が想定されていることがある。兵力や物資の輸送も可能であるため、各国の軍隊によって物資輸送演習が行われることがある。
休戦状態の韓国ではソウルや釜山などで地下鉄と共に地下街や地下通路が多く整備されており、軍事都市の側面を持ち合わせている。
日本では太平洋戦争の際、（日本で最初にできたため）比較的浅いところを走る東京メトロ銀座線で空襲による損傷を受けており、現在でも銀座駅にその痕が一部に残存している。ロンドン地下鉄においても、直撃弾により大きな被害が出た例が複数ある。また、国会議事堂前駅や東京メトロ有楽町線のように有事を想定した建設が行われているという都市伝説が流布する例もある（東京地下秘密路線説も参照のこと）。
モスクワやレニングラードなどのソ連の地下鉄の影響を受けて作られたものではよく見られ、北朝鮮の首都・平壌の地下鉄は地下150mという大深度に建設され、核戦争に備えている。キーウの地下鉄施設はロシアのウクライナ侵攻でシェルターとして使用されることになった。ブルガリアの首都・ソフィアの地下鉄は駅の入り口に防爆扉がついている。

## 歴史

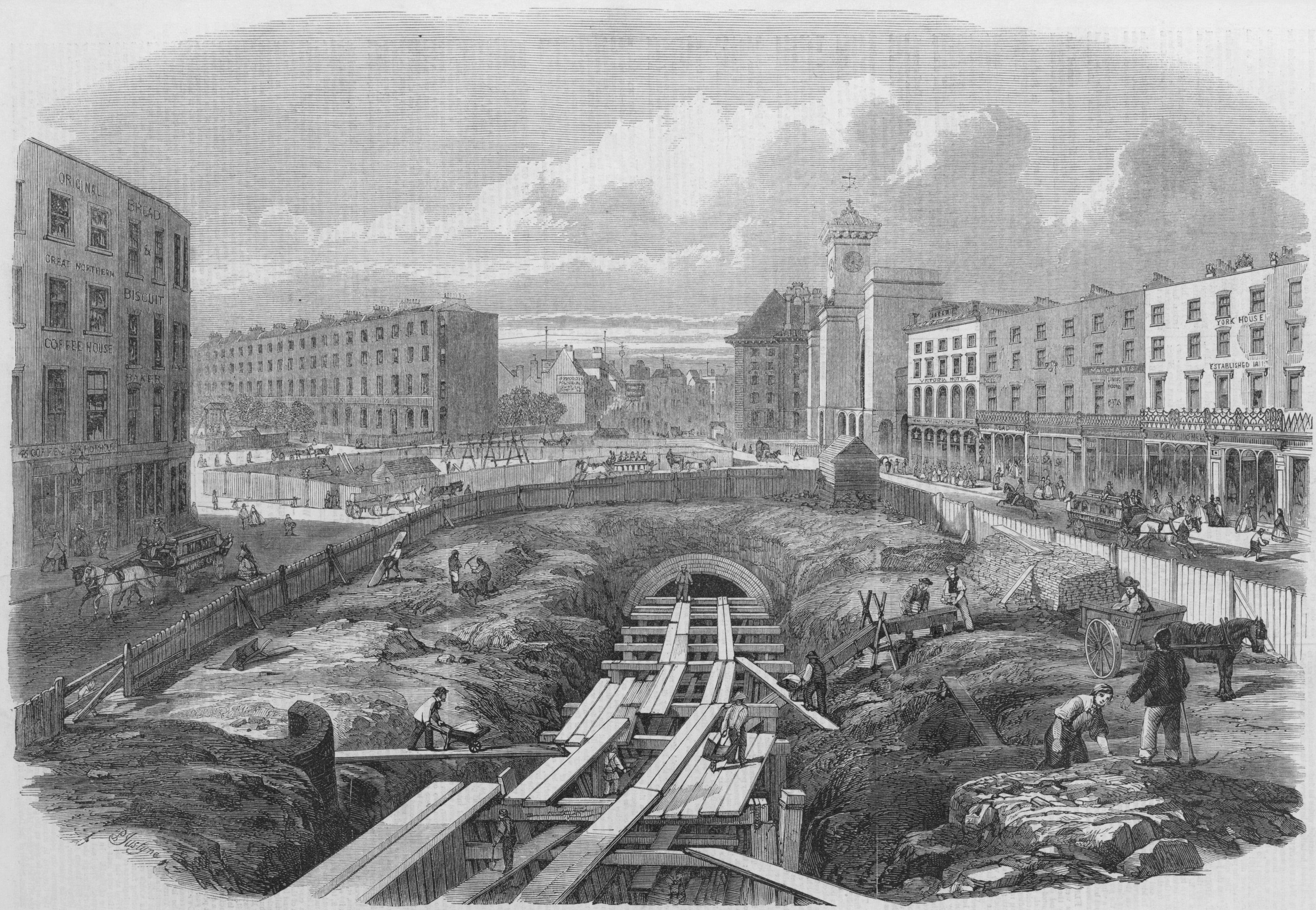
キングス・クロス・セント・パンクラス駅におけるメトロポリタン鉄道建設工事の様子 (1861年)

地下鉄の歴史は19世紀のイギリスのロンドンから始まった。1863年1月10日にメトロポリタン鉄道のパディントン駅からファリンドン駅の間、約6kmが開通した（現在のサークル線の一部）。当時のイギリスは鉄道の建設が盛んであったが、ロンドン市内は建物が密集しており地上に鉄道を建設できなかったためである。この路線を計画したのはロンドンの法務官であるチャールズ・ピアソンで、1834年に開通したテムズトンネルをヒントにしたとされる。車両は開業当初から1905年に電化されるまでは蒸気機関車を使用していた。硫黄を含む煙が発生するため、駅構内は密閉された地下空間ではなく換気性を確保した吹き抜け構造となっていたほか、路線の一部も掘割であった。
地下鉄を意味することも多い「メトロ」という単語の語源は、この「メトロポリタン鉄道」に由来している。そして、その「メトロポリタン鉄道」を語源として命名されたパリの地下鉄「Chemin de Fer Métropolitain」の略称である「Métro (Métropolitain)」から世界中にその呼称が広まったといわれている。
イギリスでの開業後はしばらく間があき、30年近くたった19世紀末 - 20世紀初頭に欧米の各地で建設されていく。1875年にトルコのイスタンブールで地下ケーブルカー「テュネル」が開業した。1896年にハンガリーのブダペストでも本格的地下鉄が開業。ブダペスト地下鉄は当初から電化されており、これは地下鉄としては世界で最初の電化路線であった。さらに1898年にはアメリカ合衆国のボストン、そして1900年にはフランスのパリにおいて開通した。ドイツのベルリンでも1880年頃には地下鉄を通す計画が存在したものの反対勢力によって計画が遅れ、開通は1902年であった。
第二次世界大戦が開戦するまでには南米や日本、ソヴィエト連邦の大都市でも建設が行われ、戦後は中規模の都市にも広まった。1970年代以降は発展途上国でも整備され、公共交通機関として一般化した。

## 構造

### 路線
一般的に地下鉄と呼ばれる路線でも高架区間や地上区間を有することはあるが、トンネル構造物が区間の大部分を占める地下鉄では保守点検作業に多くの手間が掛かる。そのため、それを少しでも減らすために維持の手間が少ない直結軌道やスラブ軌道の路線を採用していることが多い。この方式では床や枕木にコンクリートを使用するため、砂利を敷き詰めるバラスト軌道に比べ寿命が長く、車体への負担も少ないという利点がある。その代償に初期費用がバラスト軌道に比べて非常に割高である。
世界の全ての地下鉄が電化されている。その電源・集電方法は国や路線によって様々である。電源は直流600 - 1,500Vが主に使われている。交流を採用している路線は、インドのデリー(25,000V 50Hz)のみである。アジアでは750Vと1,500Vが、ロシア・東ヨーロッパでは825Vが、西ヨーロッパや北アメリカでは600Vから750Vが、南アメリカでは750Vや3,000Vが主流である。集電方法は第三軌条方式（およびロンドンの四軌条方式）と架空電車線方式があるが、国や地方同士の中でも混在しており、分布の偏りは見られない。なお、第三軌条方式は鉄道が走行する2本のレールに平行して3本目のレールを敷設し、このレールを通じて電源を供給する方式である。地下鉄において集電方法に第三軌条方式を採用すると架空線の場合よりもトンネルの断面積が狭くなり、建設費用が抑えられる。同じ目的で日本などの一部の国では鉄輪式リニアモーターカーも採用されている。
- 環状路線 (例: グラスゴー)
- 放射環状路線 (例: 北京、ダッカ、ロンドン、マドリード、モスクワ、ソウル、上海、名古屋、東京)
- 割線路線 (例: アテネ、ブカレスト、ブダペスト、ハイデラバード、ハルキウ、キーウ、クアラルンプール、リスボン、ミュンヘン、プラハ、サンパウロ、タシュケント、テヘラン、台中、大邱)
- 複合格子路線 (例: ベルリン、デリー、ニューヨーク、深圳、大阪、パリ、台北、釜山)
- X路線 (例: アムステルダム、ブラジリア、ブリュッセル、オスロ、ポルト、リオデジャネイロ、サンフランシスコ、ストックホルム、香港、横浜、福岡)
- 直径路線 (例: アルジェ、ヘルシンキ、リマ、ムンバイ、エカテリンブルク)
- 気泡路線 (例: カイロ、リール、ミラノ、ニュルンベルク、ロッテルダム、ソフィア (一部)、タイン・アンド・ウィア
- 十字路線 (例: アトランタ、バンガロール、エスファハーン、高雄、京都、ミンスク、フィラデルフィア、平壌、ローマ、札幌、仙台、ワルシャワ)

### 駅

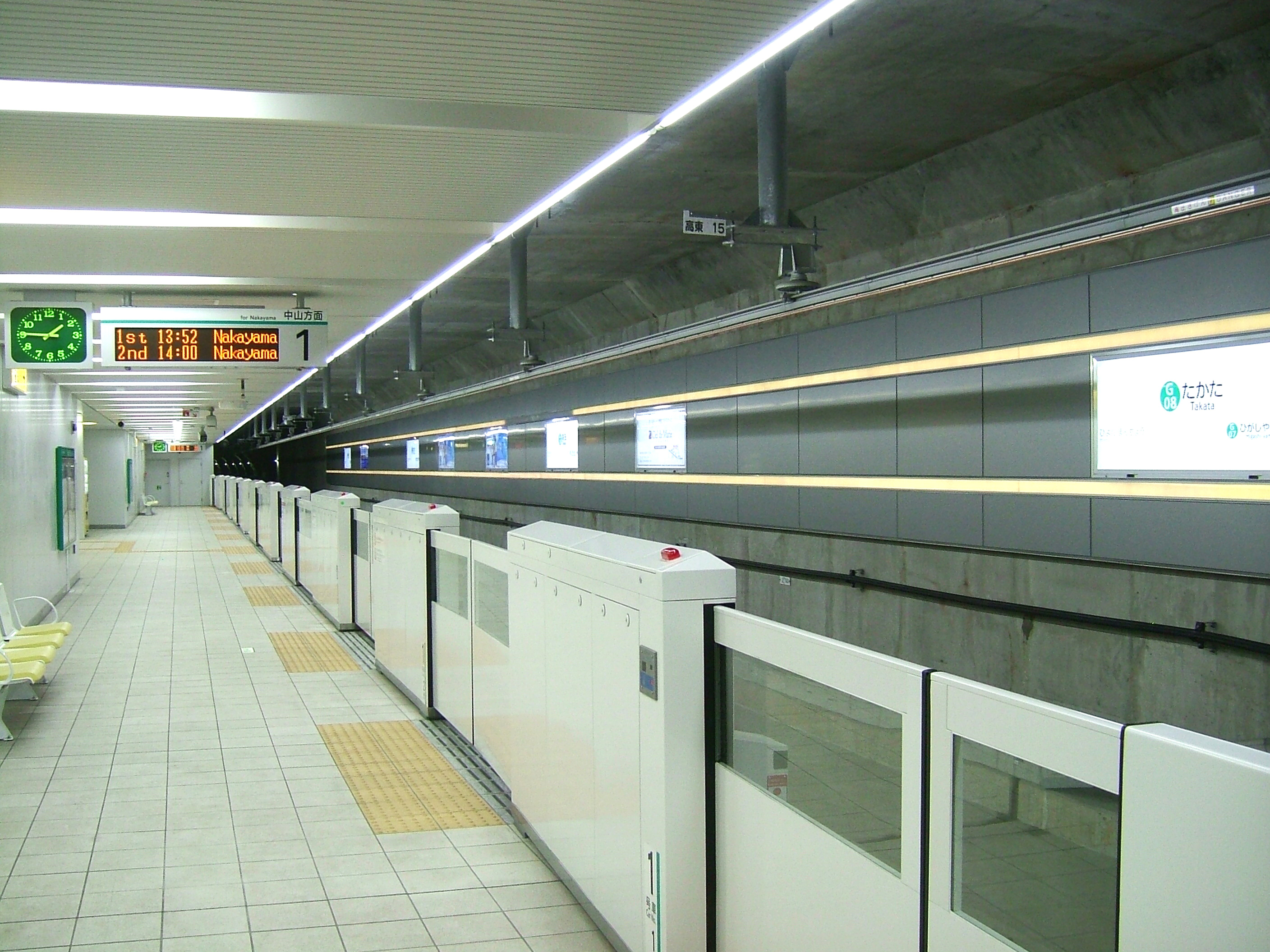
横浜市営地下鉄グリーンライン高田駅にて、安全対策のため設置されたホームドア

地下鉄の他に地上の鉄道路線や高速鉄道などの複数の路線が乗り入れるターミナル駅こそ地上構造物を共有している場合があるものの、たいていの地下鉄のみの駅は、地上に駅舎の設備を持たず、全ての設備を地下に備えていることが特徴的である。
多くの地下鉄駅の場合、地上の構造物は簡易的な構造となっており、地下へと繋がる昇降設備、つまり駅への入り口のみで構成されている。だが、地上・地下への階段の昇り降りは、障害者や高齢者にとっては地下鉄を利用する際の妨げとなっている。そこで、近年各国で新設されている路線ではこれらの人を対象に、エスカレーターやエレベーターを設置するなどして駅をバリアフリー化する試みが行われる。
地下鉄しか乗り入れていない地下鉄駅の入り口はバス停留所のように歩道へ設置されていることが多く、一目で地下鉄駅だと認識できるような工夫がされている。例として、地下鉄を運営する団体や路線のロゴを掲げたりペイントアートを行ったりする例が挙げられる。また、駅構内の広大な壁面を利用し、広告の掲示や絵画などの美術作品の展示が行われることもある。
地下鉄のプラットホームは地下にあることが多い。地下にある場合、換気設備や消火設備の重要性が特に高いため、常に整備する必要がある。しかしながら、駅の構造や予算の問題等で十分に整備が行き届いていない路線が多いのが現状とされる。1990年代以降に建設された一部の路線には、落下防止柵やホームドアの設置といった安全対策も行われている。また、地理や言葉に不慣れな乗客のために構内の放送だけでなく、プラットホームに列車の行先・種別を表示したり、駅名をアルファベットで表記したり、案内用として各駅に固有の番号を付与する（駅ナンバリング）など各種の配慮が講じられるようになってきている。

### 車両
開業当初のロンドン地下鉄の車両は蒸気機関車牽引だったため、石炭を燃焼した際の煙を水槽内の水に通過させることによりトンネル内に排出される煤煙と熱を抑える構造を備えていた。
その後は電気鉄道となるが、概ね幅2,500 mm程度、長さ15,000 mm程度の小柄な車両が用いられた。その後、幅2,800 mm、長さ18,000 mm程度までに大型化する。第二次世界大戦後はさらに車両が大型化し、東アジアでは幅2,800 - 3,200 mm、長さ20,000 mm程度の大型車両が用いられる例（東京、ソウル、シンガポールなど）もある。一方で建設費の点でトンネル断面を小さくした結果、車両も特殊な小型車とする例（イギリス・ロンドンのチューブ、グラスゴー、ブダペストなど）もある。
車両性能は高速性能より高加減速性能や登坂性能が重視される。このため、電動車の比率が高い。既存の構造物を避け、道路下などの狭隘な土地に建設されるため、急曲線と急勾配が多く、駅間距離も短いためである。
車体は大量の人員を輸送する関係で多くの扉が取り付けられている。全長18,000 mm以上の車両を中心に片側4扉以上の車両もあるが、世界的には1両当たり片側3扉が主流である。また列車の編成長は欧米で100 - 120 m前後、アジアでは200 m程度のものもみられる。
座席はロングシートが多いが、フランス・ドイツ・アメリカ合衆国・ドバイメトロなどクロスシートも散見される。
素材には外板には燃えにくい金属材料を使用するのはもちろんのこと、内装材にも不燃性、難燃性の素材が推奨されている。これは避難経路の限られた地下空間での火災の発生が大惨事を招く可能性が高いためである。しかし内装材については、日本などの一部の国を除いては依然として可燃性の素材が用いられていることが多い。中には古い全木製の車両が使われている路線もある。なお、地下鉄の運転士は前面窓への明るい室内の映り込みを防ぐため、運転室と客室間の仕切り部分のカーテン（遮光幕）を閉めて運行する。また、地下鉄を名乗るが、地上区間に駅を持つ路線も存在する。
地下鉄車両の冷房化はそもそも欧州では必要なところが少ないが、それ以外の地域でも遅れていた。これには以下の理由がある。車内を冷房すればそれによって発生する熱とドレン水が車外に放出され、トンネルと駅が蒸し暑くなる。次に冷房用の電源（第三軌条や架線より低圧の交流電源が一般的）が必要であり、電動発電機を大容量のものに換えるか別に搭載する必要があり、その場所を確保できなかった。そもそも第三軌条を採用した地下鉄は車両限界が小さく、冷房装置を積むだけの空間も無かった。
しかし、技術の進歩によってこれらは解決された。大きな要因は、発電ブレーキから回生ブレーキへの進化で大容量の抵抗器が不要となったことと、制御方式に抵抗器を用いないサイリスタチョッパ制御やインバータによる可変電圧可変周波数制御（VVVF制御）が普及したことが挙げられる。これによって車両から熱源を無くすことが可能となり、さらに冷房用の電源を積むスペースもできた。その電源にも、電動発電機より小型の静止形インバータ（SIV）を採用することで、より省スペース化が進んでいる。冷房装置そのものについても小型・高効率化がすすみ、第三軌条集電の車両でも、その屋根に薄型のものを置けるようになったことから、大阪市営地下鉄の10系（1979年）を皮切りに採用が始まっている。
現存する特殊な車両を用いる例として、ゴムタイヤ式が挙げられる。フランスと日本でそれぞれ異なる方式が開発された。フランスのものはカナダのモントリオール万国博覧会の開催に合わせて建設された。これはゴムタイヤを使用した最初の路線であった。通常のレールと車輪を案内とし、その外側にゴムタイヤとその踏板を設ける方式である。他にパリ、メキシコシティでも同様の方式が採用されている。これに対し、日本の札幌で実用化されたものは、走行用のゴムタイヤのほかに中央に1本の案内軌条を作り、それをゴムタイヤで挟む方式で、鉄軌と鉄輪を持たない。ゴムタイヤ方式では騒音の発生が少なく、発車時の加速度や停車時の減速度が高く、その変化も滑らかであるという特徴を持つが、消耗したタイヤの粉塵が舞うことから健康被害を心配する声もある。また、転がり抵抗が鉄輪式に比べ大きいので消費電力が多く、タイヤの交換周期も短いためランニングコストが鉄輪式よりも高くなる。タイヤには荷重負担力の大きいラジアルタイヤ（札幌市営地下鉄は案内輪のみバイアスタイヤ）が用いられており、パリでは過去にパンクした際、内部のスチールコードが第三軌条と接触して短絡する事故も起きている。
建設費を抑える為、1980年頃からは性能を保持したまま車両を小型化することが可能なリニア誘導モーターによる非粘着推進の車両が登場した。
車両の搬入については地上に置かれた車両基地へ送る、地下の車庫の直上に搬入用の穴を設けてクレーンで下ろすといった方法がある。車両メーカーからの車両基地への輸送方法は乗り入れ先の地上を走る鉄道線経由で送り込む、他の鉄道路線との物理的な接続がない場合には一般道路をトレーラによる陸送で送り込む方式が採られている。

## 建設工法
地下鉄の建設方法は他の地下構造物の建設と同様に様々な種類があるが、その中でも特に主流を占める工法は開削工法（オープンカット工法）とシールド工法の2種類である。

### 開削工法

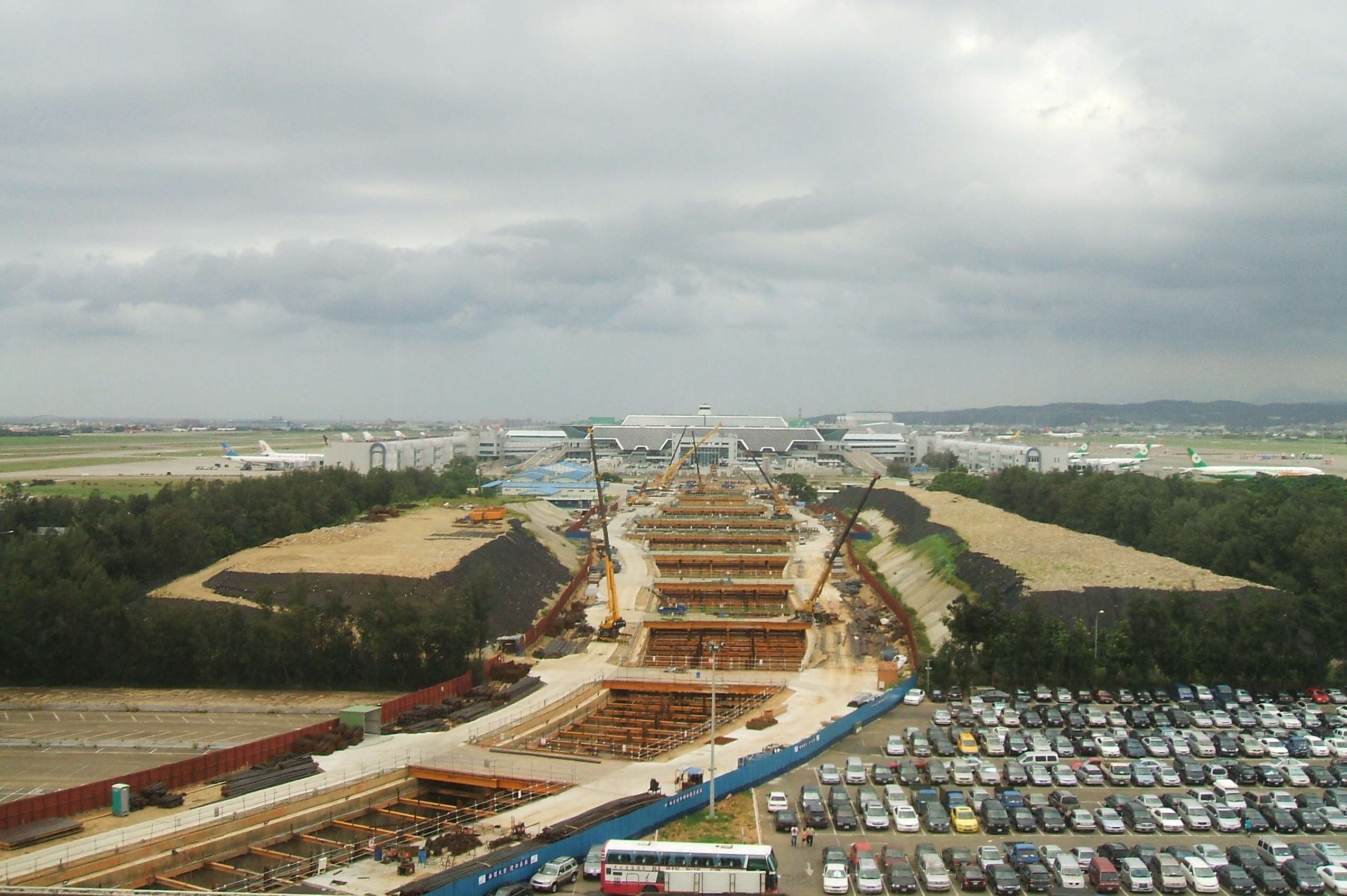
開削工法による地下鉄建設現場（桃園機場捷運桃園国際空港敷地内）

地面の土を掘り返し、路線を建設した後に埋めなおすという工法。オープンカット工法、切り開き工法とも呼ばれる。工事費が安く工期が短いのが特長で、1980年代まで世界各地の地下構造物の建設工法として主流であった。一方で地面を開削することに起因する制約も多く、地面から深い場所や路線の上に建造物や河川などがある場合は使えない。日本の京都のように地下に多量の埋蔵文化財（遺跡）を抱えている都市では開削工法による工事の前に埋蔵文化財の発掘調査が必要になり、その分の経費と時間が必要となる。また道路上を開削するため道路交通の障害になるという問題もあるが、交通量の多い時間帯には工事を止め、開削した穴を一時的に鉄板で覆って上部を通行可能とすることである程度緩和することができる。

### シールド工法

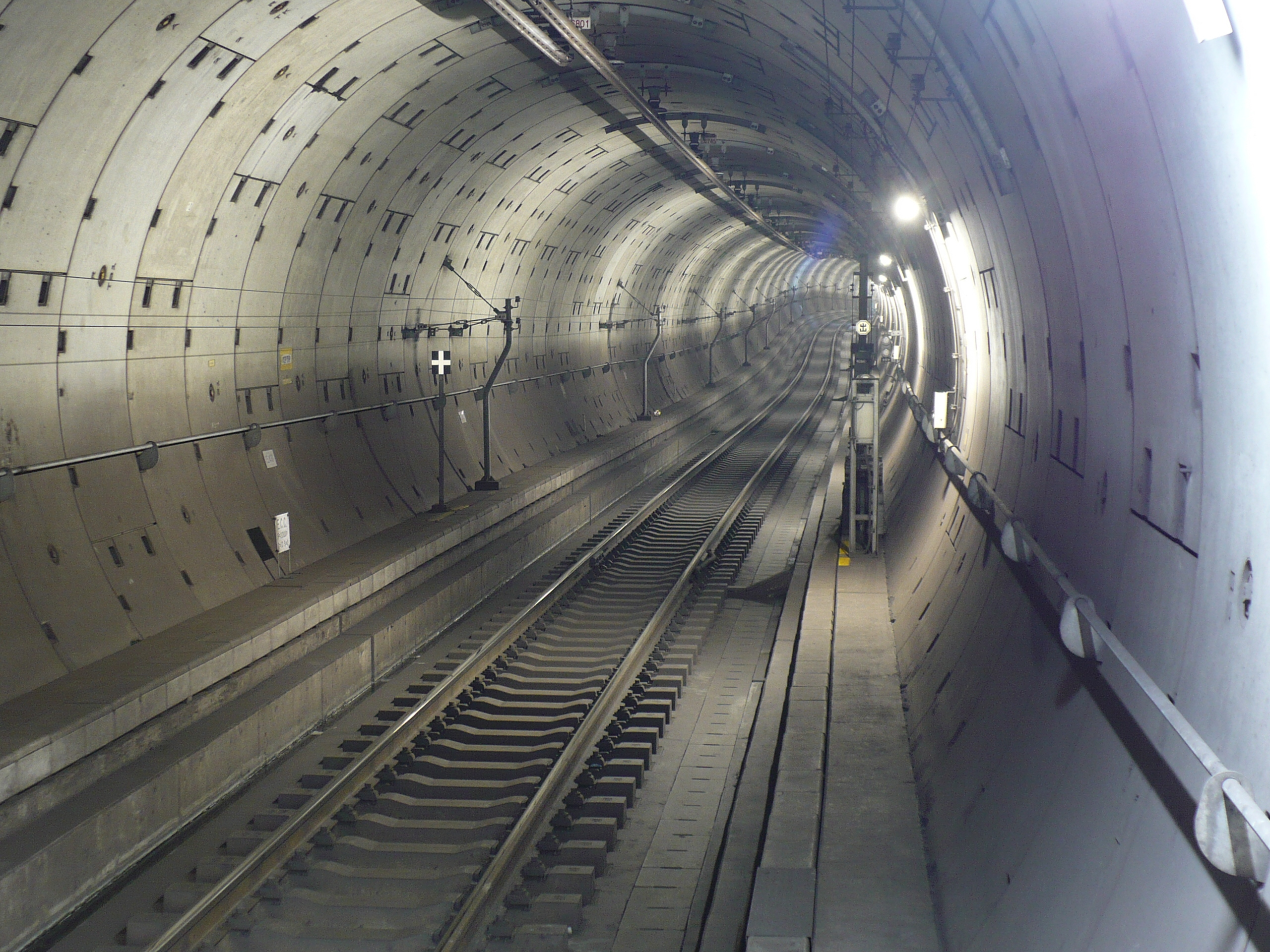
東京メトロ半蔵門線の錦糸町駅付近のシールド工法で造られたトンネル

シールド工法は横から掘り進むことによってトンネルを掘る工法。マーク・イザムバード・ブルネルによって考案された。地下鉄の深さまで垂直に穴を掘った後、路線を建設する予定の空間にシールドマシンと呼ばれる円筒状の機械で掘り進みながらトンネルを造っていく。複数の路線が地下で立体交差する場合や既設の地下鉄路線や下水道などの地下構造物が近くに存在したり、駅の地下空間に既に何らかの建造物が存在する場合には有利であり、さらに地上の交通に殆ど影響を与えないといった利点を持つ。さらに、埋蔵文化財（遺跡・遺構・遺物）を持つ領域（周知の埋蔵文化財包蔵地）においても、埋蔵文化財の存在する土層よりも深い部分を掘削することによって埋蔵文化財に影響を与えないことが可能であり、開削工法では必要となる埋蔵文化財の発掘調査にかかる費用と時間を省くことができる。現在では地下にも多くの構造物があり地下鉄路線自体も以前に比べて地下深くに建設されるようになってきたため、地下鉄路線の建設はシールド工法が中心になってきている。しかし面積が広大である駅舎や地面から浅い場所で特に地上交通に配慮する必要がない路線は開削工法が有利であり、どちらの工法も状況に応じて利用されている。

### その他の工法
岩盤が特に固い場所などでは掘削した部分を素早くコンクリートで吹き付けて固め、ボルトで固定する新オーストリアトンネル工法(NATM)が用いられることがある。また河川の下では潜函工法（ケーソン工法）や地上で造ったトンネルユニットを水中で連結する沈埋工法が用いられることもある。また、掘削部に近接してあるいは直上に既存の建造物の基礎や杭あるいは下水管などがある場合、その沈下を防ぐためそれらの荷重を代わりに受ける構造物を構築した後に掘削を行い、トンネルや駅設備を設けることがある（アンダーピニング工法）。いずれも限られた場所でのみ用いる工法である。

## 運営
地下鉄は政府や自治体といった公営、民間企業の民営（日本でいう私鉄）があるが、そのどちらもが混在している形態も存在する（）。一見民営企業であってもその出資者は地元自治体のみで実質公営という事例が欧州を中心に多数存在する。また、逆に一見公営の地下鉄だが、運営は民営企業に一括して委託するケースがある。該当する例として、フランスのリヨンとリールの地下鉄があげられる。これらは対外的には市営地下鉄として案内されるが、実際には市から委託された民営会社が運行している。日本では第三セクターと呼ばれる。
ロンドンでは当初、民間のいくつかの鉄道会社が地下鉄路線を建設し、統一性や計画性のないまま各々の会社が運営していた。しかし1933年に全ての路線が公的な団体として統合された。その後現在では1社の民間企業として運営している。このように運営団体が変わることも珍しくないほか、地下鉄路線の建設が非常に高額なために公的な団体が路線を建設し、民間企業が運営にあたる例もある。
運賃は乗る時間・距離を問わず定額である場合が一般的であるが、日本を中心とするアジアの路線では距離（区間）に応じて運賃が増加するシステムを採用している。ドイツを中心とするヨーロッパでは、地下鉄を含めた交通機関に対してゾーン制と呼ばれる統一の料金システムをとっている。ゾーン制では中心部とそこから同心円状にゾーンを設定する。同じゾーンの中では料金は均一であるが、ゾーンをまたぐにつれて運賃が増加するというものである。なお、欧州を中心に、交通事業者の連合体が結成され、交通機関の共通運賃制度がとられている例も多い。

### 自動改札
信用乗車方式でない路線の多くは自動改札機が導入されている。これは大量の人員を捌くためだけでなく、維持費を削減する目的もある。自動改札には専用の切符やカードといった乗車券を挿入して扉を開けるものと硬貨を入れることでターンスタイルが回るものの2種類が一般的である（後者は運賃均一料金制の場合に導入される）。
日本の地下鉄では磁気情報が記録された切符を自動改札で読み取り、入出場の記録を取って運賃不足を自動判断できる改札機がひろく使用されており、また交通系ICカードを用いた運賃収受システムも急速に普及しつつある。
一方、ドイツ、オーストリアなどでは信用乗車方式が実施されている。これは駅の改札等を一切廃止する代わりに、抜き打ちの車内検札を行うものである。この場合、正規の切符を所持していない場合、正規料金に加え、その8倍以上の罰金が請求される（これらの国では、他の市内交通機関でも同様の制度が敷かれている）。

## 列車運行
地下鉄は大都市における大量輸送を第一の目的としているため、「待たずに乗れる」ことが要求される。そのため多くの地下鉄網では日中の列車運行間隔が5 - 10分程度に設定されている。特にモスクワなどでは混雑時に1分程度に設定されている。
列車は各駅に停車するものが大半だが、東京などでは日中に一部の駅を通過する緩急運転を実施している路線があり、その例として東京メトロ東西線(但し、地上部に限るが)、東京メトロ副都心線、都営地下鉄浅草線、都営地下鉄新宿線などがある。ニューヨークでは、上下線に各駅列車用の軌道と急行列車用の軌道がある複々線区間や、上下線の複線軌道に午前と午後で進行方向が逆になる単線軌道を加えた複単線区間が多く存在することから、ほとんどの路線で各駅停車と急行の2種類の列車を走らせている。
世界の大多数の地下鉄網では、保守点検のため深夜から早朝にかけての時間帯には運転を行なっていない。ニューヨークの地下鉄などは数少ない例外で、複々線や複単線区間では深夜や週末に1軌道に保守点検を施しながら残りの軌道で営業運行ができるため、24時間の終日運行を行なっている。
日本や韓国の地下鉄では、営業母体の異なる郊外の通勤鉄道線と地下鉄網の軌道規格を統一することにより、多くの通勤列車を郊外から都心へ直通運転させていることが特徴的である。

## 地下鉄の安全性
地下鉄は雪やひょう、強風、台風、竜巻などには強いものの、地震や水害、火災、人為的危険などには弱く、地下鉄の構造上、これらの被害にあった場合大惨事になる可能性が極めて高い。そのため安全に関する取り組みは開業以前から研究され続けている。

### 地震
かつては地下鉄は地震に強いとされていた。しかし、阪神・淡路大震災で神戸市営地下鉄と神戸高速鉄道が多大な被害を出した（特に神戸高速鉄道の大開駅は上の道路が陥没するほどの被害となった）。後の研究で路線が地下を走行する都合上、路線区間はトンネルとして建設されているため、地形が大きく変動することのある地震には弱いことが分かっている。地盤の柔らかい土地では特に注意が必要である。また、路線上の地面が低海抜の場合は、防波堤の決壊により海水が流入することが想定されるので下記の水害を併発する恐れがある。

### 水害
地下鉄のシステムは地面よりも低い位置にあるため、地上に降り注いだ雨などの水が地下鉄の設備に浸入してくる。例えば、2012年10月にはハリケーン・サンディによる浸水によりニューヨークの地下鉄が全面的に停止した。そのため十分な防水・排水設備を持たない場合、水没することもあり得る。このため、地上の駅への出入口を一段高くしたり大雨の時などは駅出入口の防潮板や線路上の防水扉を展開して閉鎖されることがある。東海豪雨などの浸水などがその例である。

### 火災
古くに建設された地下鉄などでは、駅や車両の火事対策が十分になされていない例もある。また狭い地下空間で火災が発生した際、十分な給排気設備が整っていない場合は瞬時に煙が充満して被害が一層深刻化することも問題視されている。
1987年11月18日、ロンドン地下鉄キングズクロス駅で起きた火災（キングス・クロス火災）で31名が死亡した事件では、ロンドンの地下鉄には古い木造の構造物が多く残っていた事が指摘されたが、これをきっかけにして日本では地下鉄駅構内の終日全面禁煙が実施された。
2003年2月18日に韓国の大邱広域市の駅構内で発生した放火による地下鉄火災（大邱地下鉄放火事件）では2編成12両を全焼し死者192名、負傷者148名を出した。被害がここまで深刻化した原因としては、車両の内装に可燃性の素材を使用していたことと、駅構内の排煙設備の不備によることが主である。車両の材料が燃焼した際に生じた一酸化炭素などの有害物質による中毒による死亡者が特に多かった。また、火災現場に後から入線した列車の乗客で、当該列車が延焼し始めたため、運転士は司令に従い、運転キー（マスコンキー）を抜き退避した。これに伴い、扉は自動的に閉鎖状態になってしまい、車両に取り残され、焼死した者も多い。

### 人為的災害
1995年3月に東京で起こったオウム真理教による地下鉄サリン事件や、同年7月のパリ・メトロの爆破事件、2005年7月にロンドンで起こったロンドン同時爆破事件など、地下鉄には人為的危険行為に対する脆弱性がある。また、2001年9月のアメリカ同時多発テロ事件では倒壊した世界貿易センタービル(WTC)の直下に地下鉄の駅があったため、建物の下敷きになって押し潰されたことで駅が破壊された。

### 人身事故
前述の様に、トンネルの断面積を狭くすれば地下鉄の建設費用は安く済む傾向にある。同様に地下駅のプラットホームもなるべくなら狭い方がよい。しかしここで問題になるのが人身事故である。通勤・通学のラッシュ時、催事のある時などには大勢の人がプラットホームに集まって人身事故の起こる確率が高くなり、特に地下鉄で多いサードレール方式の路線ではさらに危険性が高くなる。これを解決するために、ホームドアや可動式ホーム柵が採用されることが増えてきている。ロンドン地下鉄の一部駅などではレールを道床から高くかさ上げして敷設し、転落者を道床に落とし込んで触車させないような構造がとられている。

## 世界の主要な地下鉄

### ヨーロッパ

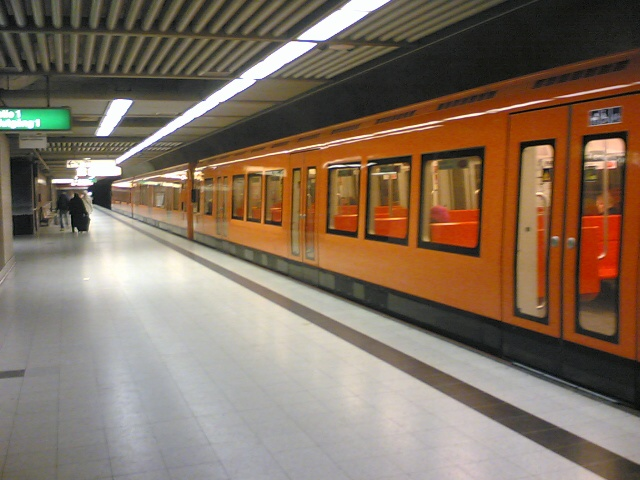
ヘルシンキ地下鉄は世界最北端の地下鉄である。

ヨーロッパではロンドンでの開通以来、20世紀半ばまでに主要大都市の多くに地下鉄路線が建設された。
イギリス

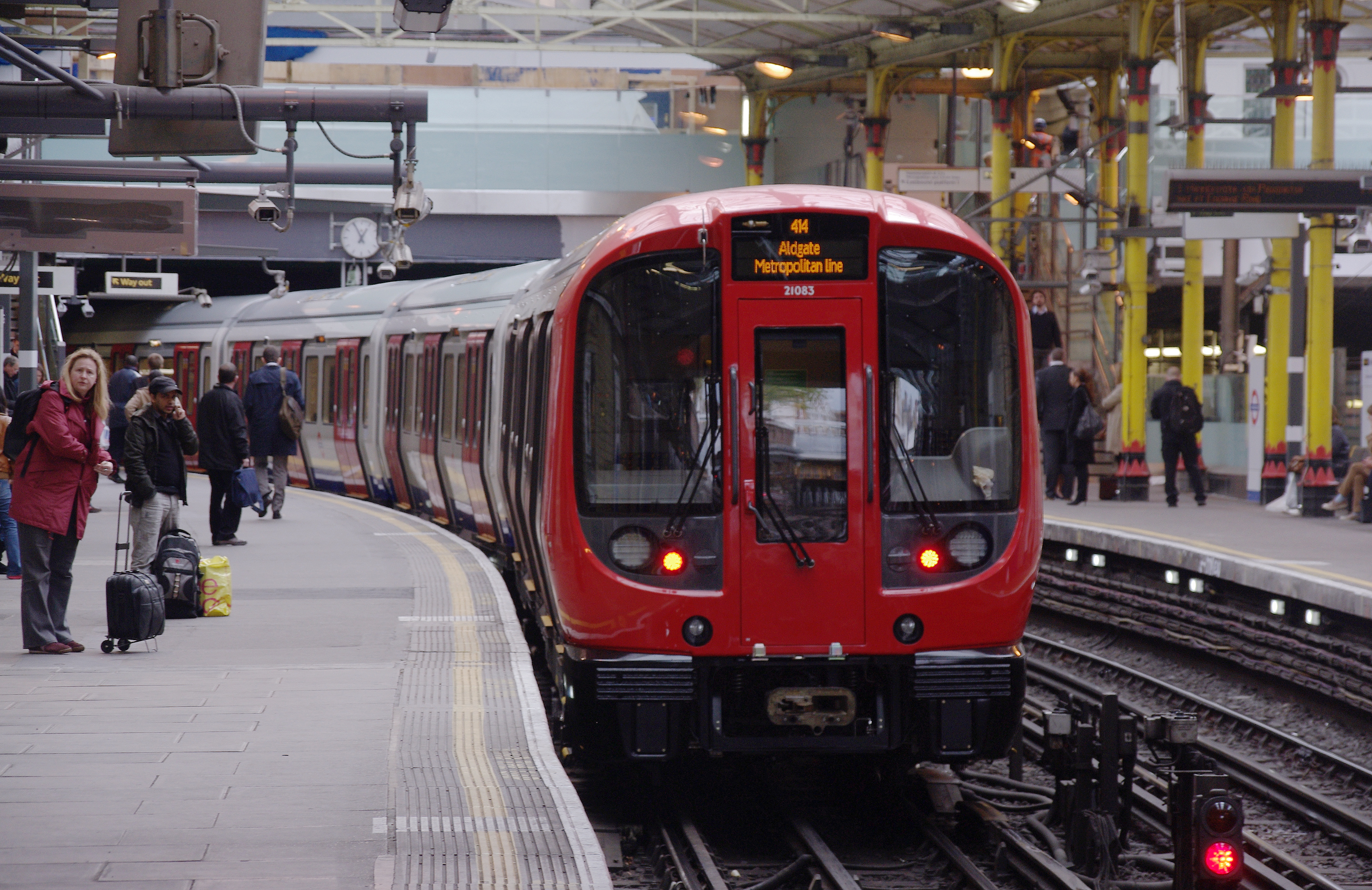
ロンドン地下鉄S7・S8形

世界で最初に開業した地下鉄であるメトロポリタン線は1860年に工事に着手し、3年後の1863年に開業した。営業状況は開業当初から大変良好で、開業初年度は約950万人の乗客を運んだ。当初は車両に蒸気機関車を採用していたが、1905年に電気を動力源とする電車に切り替え、20世紀前半までにほぼ現在の路線網が完成するに至った。ここまで盛んにロンドンに地下鉄が建設された背景にはロンドンの市街地は道が細く入り組んでおり、地面や高架橋に走らせることが困難であったことに加え、地上の景観を損ねるわけにいかなかったことなどがある。
グラスゴーなど他の都市にも地下鉄があるが、多くはロンドンの場合と同様、狭いトンネル断面に合わせた小型の車両を用いている。
ドイツ

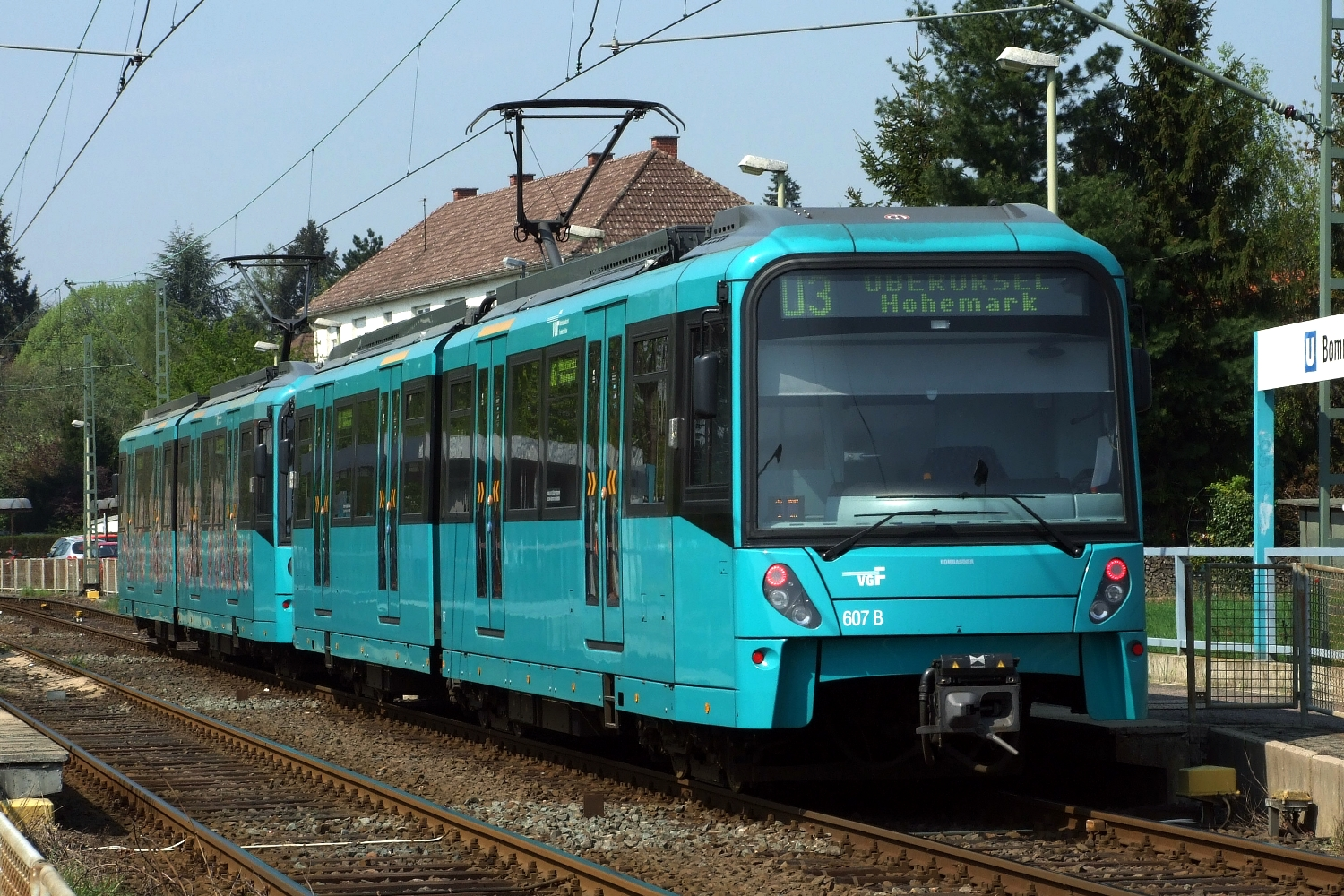
フランクフルト地下鉄U5型

U-Bahn（ウーバーン）と呼ばれるものが一般的に地下鉄と認識されている（同じドイツ語圏であるオーストリアでも同様）。他国の地下鉄と形態の近いUバーンは現在、ベルリン、ハンブルク、ミュンヘン、ニュルンベルクに存在する。これら4路線とも、第三軌条集電方式を採用している。
首都のベルリンに地下鉄を建設する案は1880年に浮上していたが、地下水が多く地下鉄には不適な地質だとされた。それが理由の反対運動によって計画が進まなかった。しかし建設技術の発達や他所での成功から建設推進の動きが活発化し、1902年にベルリン地下鉄が開業した。その後、1912年にハンブルクで開業。残る2都市は、東西分裂時代にいずれも西側で建設された。

シュタットバーン
一方、フランクフルト・アム・マイン、ケルン、シュトゥットガルト、デュッセルドルフ、エッセン等には、パンタグラフ集電の小型電車を使用したシュタットバーン（Stadtbahn：軽快電車網）の地下線が存在する。既存の路面電車を都心区間では主に地下化、郊外では専用軌道化することで高速化を図ったものである。北米でのライトレールに影響を与えた。なお、これらシュタットバーン地下鉄のトンネルや車両断面はベルリンなど同じ基準に従って設計されており、法制度上も地下鉄であるがU-シュタットバーン(U-Stadtbahn)として区別されることが多い。
フランス

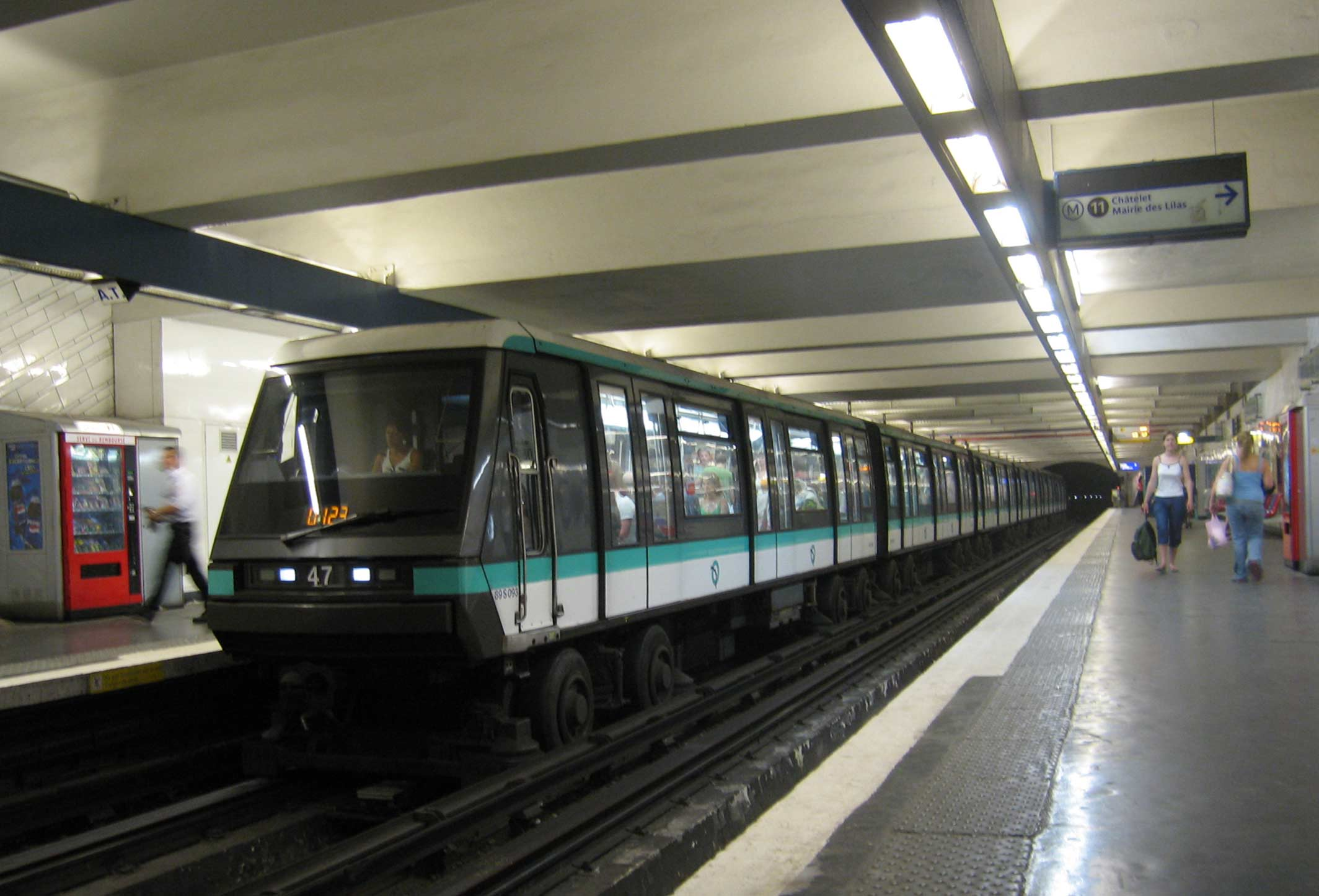
パリ地下鉄MP89系。金属車輪の案内軌条と走行用のゴムタイヤの両方を備えるのが特徴。

メトロと呼ばれ、パリ、リヨン、マルセイユ、トゥールーズ、リール、レンヌ、ルーアンの7つの都市に存在する。
このうち、リール、トゥールーズ、レンヌの地下鉄はVALと呼ばれる新交通システムを用いた地下鉄であり、小形車両・全自動運転を特徴としたミニ地下鉄である。ルーアンのものは地下区間を持つLRT（トラム）であり、統計上では地下鉄ではなくトラムに分類されている。
パリおよびリヨンの一部路線とLRTであるルーアン以外の地下鉄は、すべてゴムタイヤ式である。
フランスの地下鉄全てに共通している点として、運賃制度が均一制であることや直流750Vの電源を使用していることが挙げられるが、軌間や集電方式、運転保安システムにはばらつきが見られる。また、パリ、マルセイユ、トゥールーズ、リール、レンヌでは進行方向に対し右側通行であるが、リヨンにおいては左側通行となっている。
パリ
この中でも首都のパリは14本の地下鉄路線を持っており、フランスでは飛びぬけている。パリの路線では1から14号線まである路線のうち1、4、6、11、14号線の5路線が金属車輪とゴムタイヤを併用した案内軌条式鉄道であり、14号線では無人運転に加え、安全対策のためホームドアが設置されている。パリではこれらの路線は総称して「メトロ」と呼ばれている。
パリにはメトロ以外にもRER（首都圏高速鉄道）と呼ばれる地下線で都心に直通する鉄道網が存在している。地下鉄とは別個のシステムであるが、都心部ではRERも地下鉄のネットワークの一部として利用されており、都心部のみの利用ならば運賃もメトロの路線と共通の均一料金で利用できるため、パリの地下鉄の一部として扱える存在である。RERは5路線あり、路線毎にRATPとSNCF担当に分かれているが、料金は共通である。
ロシア

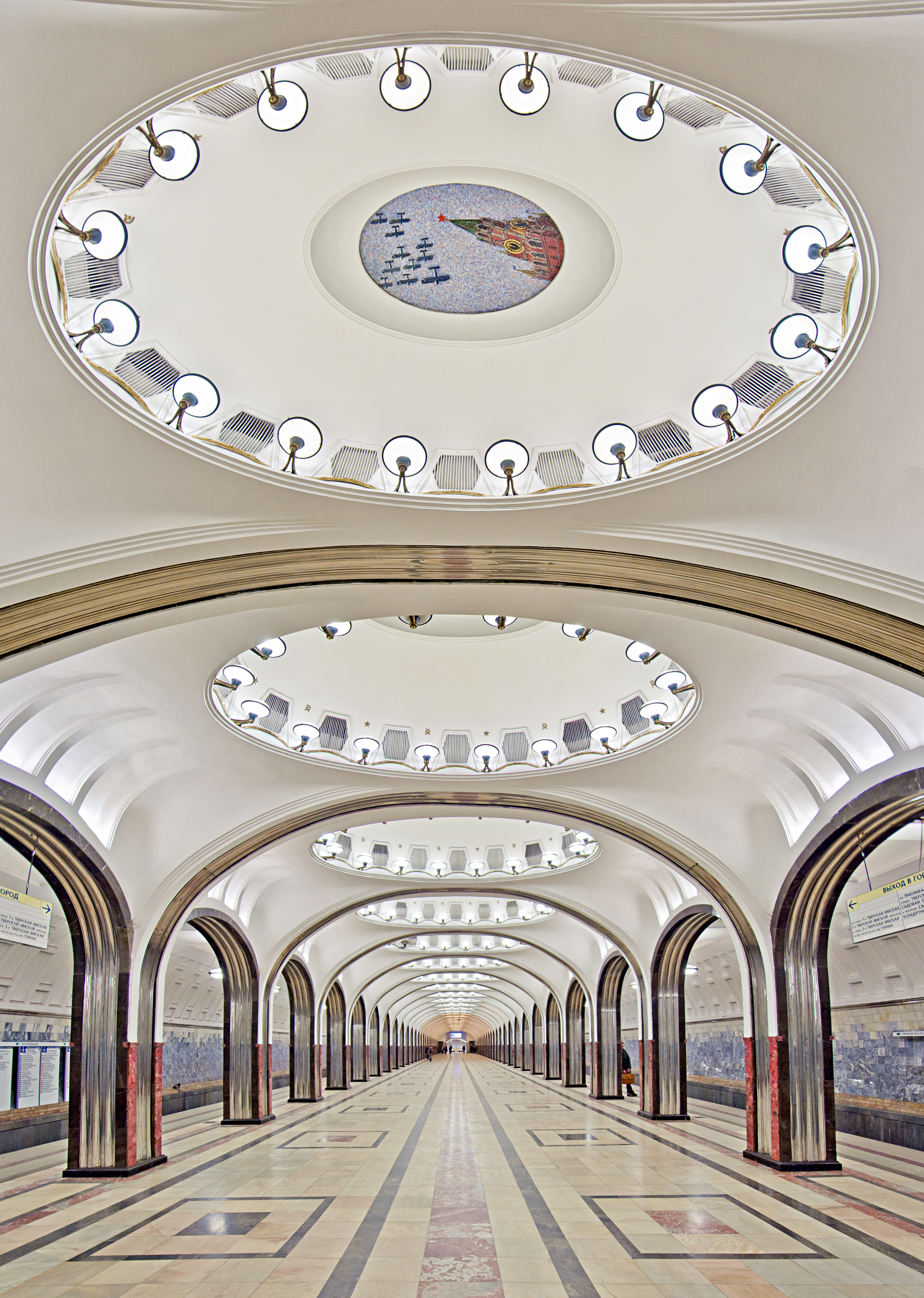
モスクワ地下鉄マヤコフスカヤ駅

1935年にモスクワに開通したのが最初である。モスクワの地下鉄は世界的に見た場合、地上から非常に深い区間が多く、駅構内は豪華な内装で飾られている。多くが花崗岩や大理石で装飾され、壁面や天井にはタイルアートや彫刻が施されている。軌道はロシア鉄道と同じ軌間1,524mm。建設はスターリンの厳命の元、昼夜を問わず突貫工事で進められ、革命記念日祝賀行事に間に合った。
サンクトペテルブルクやトビリシ、バクー、タシケントなど他のロシアおよび旧ソ連の都市にも地下鉄が存在する。構造は概ねモスクワのものと類似している。
ベルギー
首都・ブリュッセルに第三軌条式の地下鉄路線があるほか、路面電車の一部区間を地下化したプレメトロ（Premetro=先行地下鉄）が存在する。これは都心部の需要の多い区間のみトンネルを建設し、地下鉄開業までの間は路面電車のトンネルとして利用するものである。そして、全線のトンネルが完成した段階で、本格的な地下鉄に移行するものである。現在運行中の第三軌条式の地下鉄も、当初はプレメトロとして段階的に整備されたものである。
オランダ
首都アムステルダムに第三軌条式の地下鉄ネットワークが、ロッテルダムには架線集電式と第三軌条式の地下鉄ネットワークが存在している。アムステルダムの地下鉄は路線の大半が地上の高架区間である。また、51系統は郊外部でトラム5系統と線路・駅を共有しており、パンタグラフと集電靴の両方を備えた複電圧車が専用で使用される。この路線は、シュネルトラム（オランダ語で急行路面電車の意味）と呼ばれる。ロッテルダムの地下鉄ネットワークの一部はランドスタット鉄道としてデン・ハーグ郊外のゾーテルメアまで運行されている。
スペイン
マドリッド、バルセロナ、ビルバオ、バレンシアそしてセビリアに地下鉄がある。スペインの地下鉄は、すべて架線集電式なのが特徴である。ビルバオの地下鉄は既存の鉄道線を流用した関係上1mゲージになっている。
ポルトガル
リスボンとポルトに地下鉄がある。リスボンの地下鉄は4路線あり、全ての路線間で乗り換えが可能になっている。ポルトの地下鉄はライトレールでAからFまで6路線あるが、D線以外は市内中心部の路線を共有している。また、両地下鉄とも空港に乗り入れている。
ハンガリー
首都・ブダペストの地下鉄はロンドン、イスタンブールに次いで世界で3番目に開業したものであり、かつ、世界初の電気運転の地下鉄でもある。イスタンブールのそれはいささか方式が特異であるために、ブダペスト地下鉄を世界で第2番目、ユーラシア大陸初の地下鉄とみなす見解もある。ブダペストの地下鉄は3路線あり、一番古い1号線は架線集電・小形車両を用いた路線でトンネルも浅いところに掘られている。2号線・3号線は戦後ソ連の技術を用いて建設された第三軌条式の路線で、他のソ連製地下鉄同様のデザインの電車、深いトンネルが特徴である。
トルコ（ヨーロッパ側）
イスタンブールにテュネル（1875年開業）とイスタンブール地下鉄（2000年開業）がある。テュネルは地下ケーブルカーという特殊な方式であり、かつ全長も573メートルという短いものであるが、ロンドン地下鉄に次いで世界で2番目、大陸ヨーロッパでは最初に開業した地下鉄である。

### 北アメリカ
アメリカ

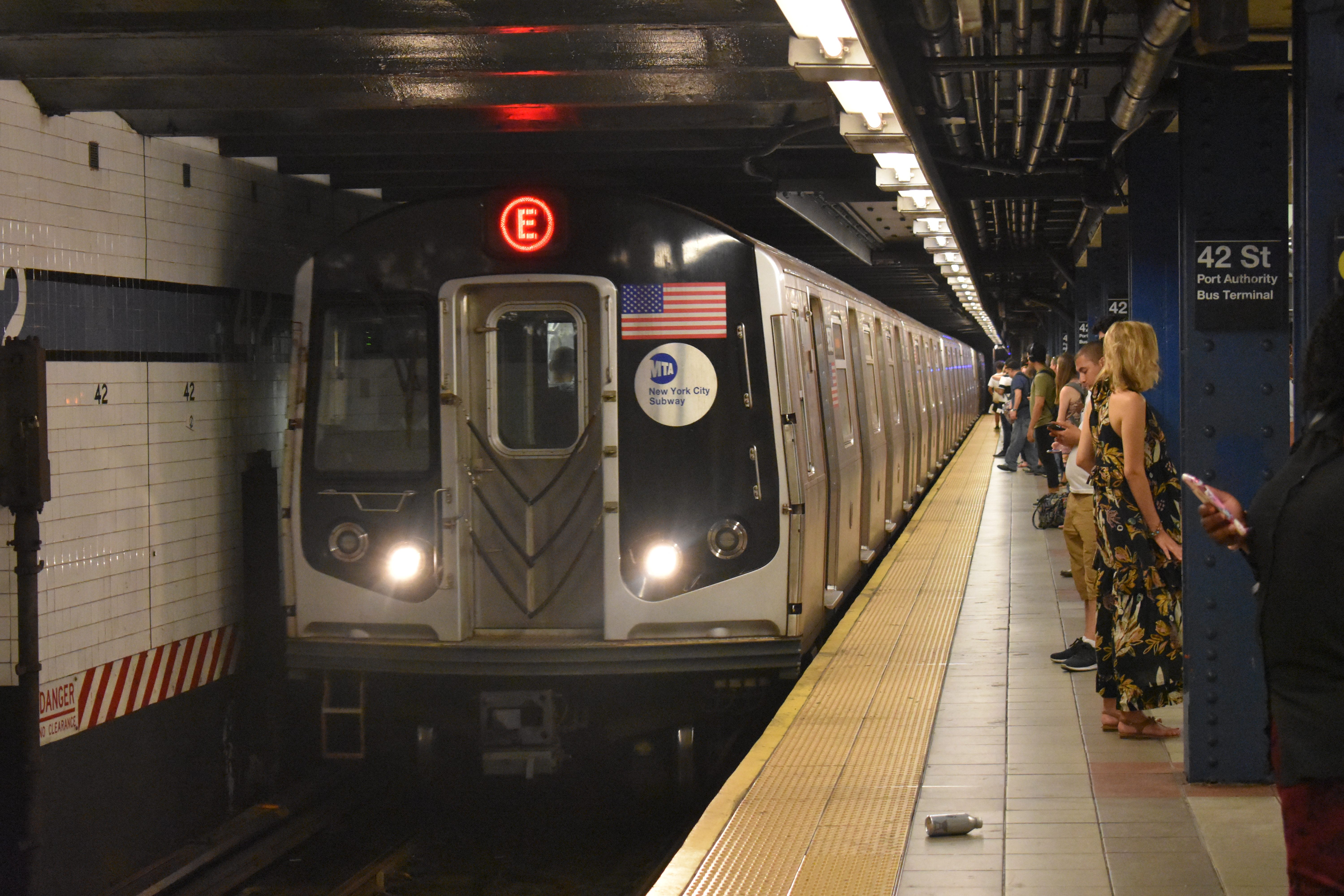
ニューヨーク市地下鉄R160形

1870年にウイリアム・ツィードの政治工作を免れるために「郵便配達チューブの実験」名目で、科学雑誌編集者&発明家であったアルフレッド・エリィ・ビーチ (Alfred Ely Beach) により、圧搾空気を利用したエアチューブ方式の地下交通機関が営業を開始し、一乗車25セント1年で延べ40万人の利用があった。一方で時速約10km/h程度の低速という技術的問題や、建設コストの割高な面など課題も多かった。ビーチは州政府に、路線を北のセントラル・パークまで延長する事業の申請を行った、タマニー協会のウイリアム・ツィードの妨害工作により否決され続けた。1873年に彼が汚職で失脚することでようやく認可されたが、同年アメリカ合衆国内においてクレディ・モビリエ社事件を発端とする金融恐慌（ブラック・サーズデー）が起き、資金難により延伸計画も頓挫し、同年中にこの画期的な構想は営業を停止した。
現在の鉄軌道方式による最初の地下鉄が1904年にニューヨーク市地下鉄が開業して以来、ニューヨークではマンハッタン島を中心に路線を形成、総延長は1,000kmを超える。たびたび映画の舞台として登場する。他の都市でも地下鉄の建設が進められ、現在20都市以上にあるうちの大半は東部から中東部地方（ボストン、フィラデルフィア、ワシントンD.C.など）に集中している。そのほか、中西部から西部（ロサンゼルス、サンフランシスコなど）や海外領土のプエルトリコ（サンフアン）にも地下鉄がある。
特にサンフランシスコのBARTは全米で最も優れた輸送システムである。また、首都・ワシントンD.C.のワシントンメトロはアメリカで最も近代化された地下鉄網を形成している。
シカゴのものは路線の大半が高架などで地上に存在し、地下区間は僅かだが地下鉄の範疇に含まれている。
カナダ
トロント市地下鉄は1954年に開業。アルミ車体の車両が実験的に導入され、軽量化による運行コスト削減を試みた。1966年にはカナダ第二の地下鉄として、モントリオール地下鉄が1967年の万国博覧会に合わせて開業した。さらに1985年にはバンクーバー・スカイトレインが1986年の国際交通博覧会に合わせて開業。一部の路線は高架を通っているが、都心部及び住宅地では地下を通っている。
メキシコ
首都・メキシコシティにある地下鉄は1969年に開通した。フランスからの技術供与を受けた、金属車輪とゴムタイヤを併用した案内軌条式鉄道である。同地下鉄は世界で初めて各駅にシンボルを設けたことで知られる。また、料金が全区間均一であることでも知られる。グアダラハラとモンテレイにも地下鉄がある。
ドミニカ共和国
首都サントドミンゴではスペインの技術協力を得て、カリブ海で2番目（カリブ海上の独立国としては初めて）の地下鉄が2009年1月30日に開業した。

### 南アメリカ
南アメリカで初めて開通した地下鉄は1913年12月、アルゼンチンの首都・ブエノスアイレスである。その他、南アメリカ大陸の中で地下鉄がある国はブラジル、チリ、コロンビア、ベネズエラ、ペルーの合わせて6か国である。
ブラジル
2018年現在、サンパウロなど主要7都市で地下鉄が運行している。これらの地下鉄は全て1970年代以降に造られたものであり、サンパウロはモノレールを含めると6路線で南米最大の規模である。その他の都市は1 - 3路線程度を保有している。軌間は全て広軌に分類される1,600mmを採用しているものの全ての都市に共通している点はこの点のみであり、他の技術面ではそれぞれの都市で大きく異なっている。
アルゼンチン
首都ブエノスアイレスの地下鉄はメトロビアスS.A.による運営で、現在は6路線が存在する。各種新造車のほか、日本の地下鉄の中古車両（元営団500形や元名古屋市交通局250形など）が使用されている。2015年以降、新車両の導入や駅のリニューアルが進められている。

### アジア
アジアで最初に地下鉄が走ったのは日本である。日本では大都市部に人口が密集しており、地下鉄を建設するには都合の良い都市構造であるため、特に地下鉄路線が盛んに作られる。アジアの地下鉄は20世紀後半以降に飛躍的に発展したが、これは交通渋滞緩和を目的とした地下鉄建設が主流であったためである。第二次世界大戦後の独立や経済成長などによって都市化が進み、地下鉄の需要が高まった。また、日本や石油産出国などを除いた場合、政府開発援助などによって建設された路線の割合が高いというのも特徴のひとつである。
日本

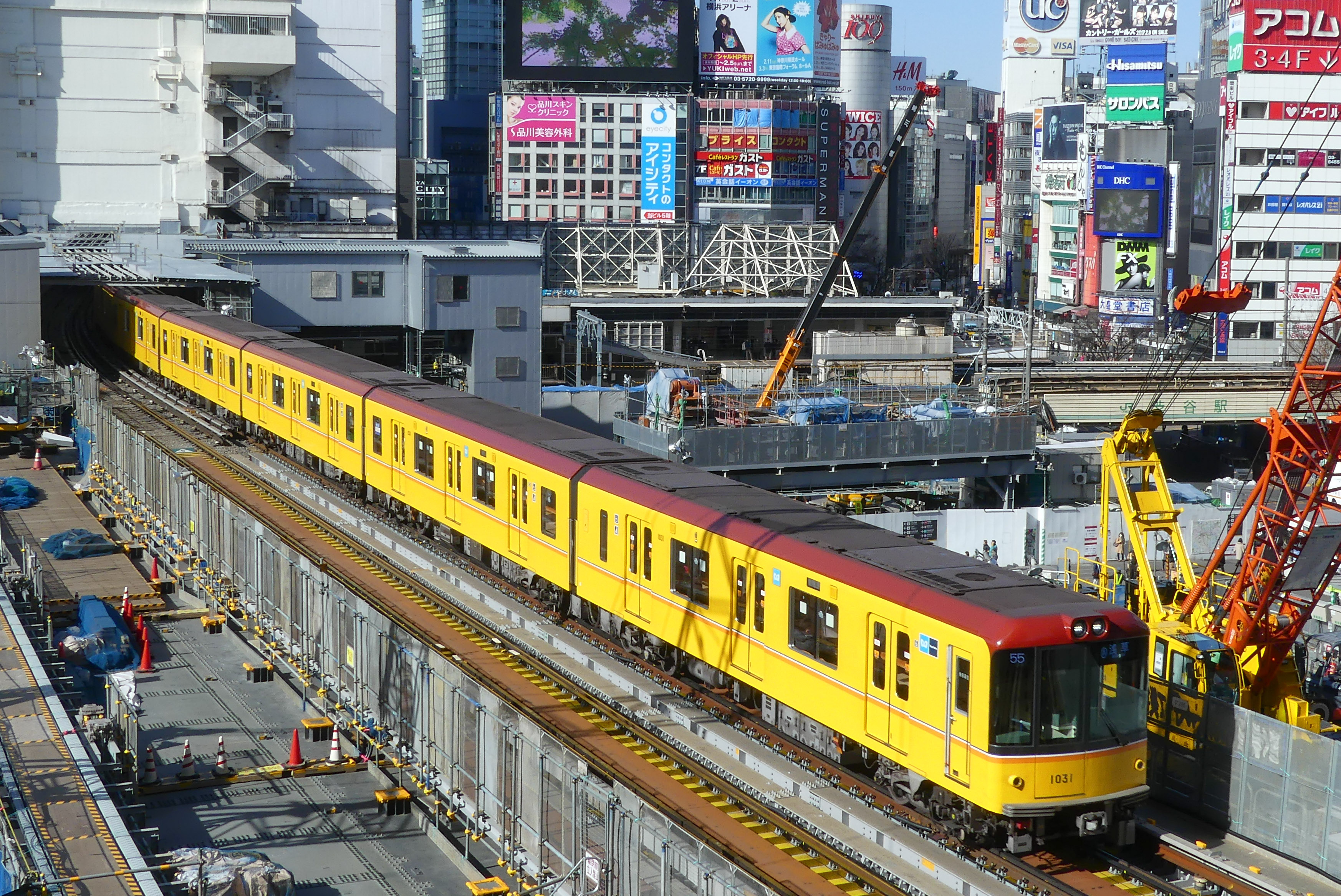
東京メトロ銀座線1000系

本格的な地下鉄としては1927年（昭和2年）12月30日に「東京地下鉄道」により、現在の銀座線の浅草駅と上野駅の区間が開通したのが最初である。この地下鉄銀座線はブエノスアイレス地下鉄をモデルとしている。1933年（昭和8年）5月20日には初めての公営地下鉄として大阪市営地下鉄御堂筋線の梅田駅と心斎橋駅の区間が開通した。それら以前にも、1915年（大正4年）には東京中央郵便局と東京駅の間の地下を走行する郵便物輸送専用の地下鉄が存在していた。
大阪市では戦時中も資材不足に苦しみながらも1942年（昭和17年）まで路線の延伸が進められた。第二次世界大戦後は大阪市のほか、1957年開業の名古屋市営地下鉄東山線を皮切りに、公営路面電車が走っていた政令指定都市での代替交通手段として、公営地下鉄の建設・拡充が進んだ。背景には、渋滞の深刻化に伴い路面電車の定時運行が難しくなったことがあるとされる。1980年代後半頃から、建設費圧縮のためリニアモーターによるミニ地下鉄も一部で建設されている。
中国大陸

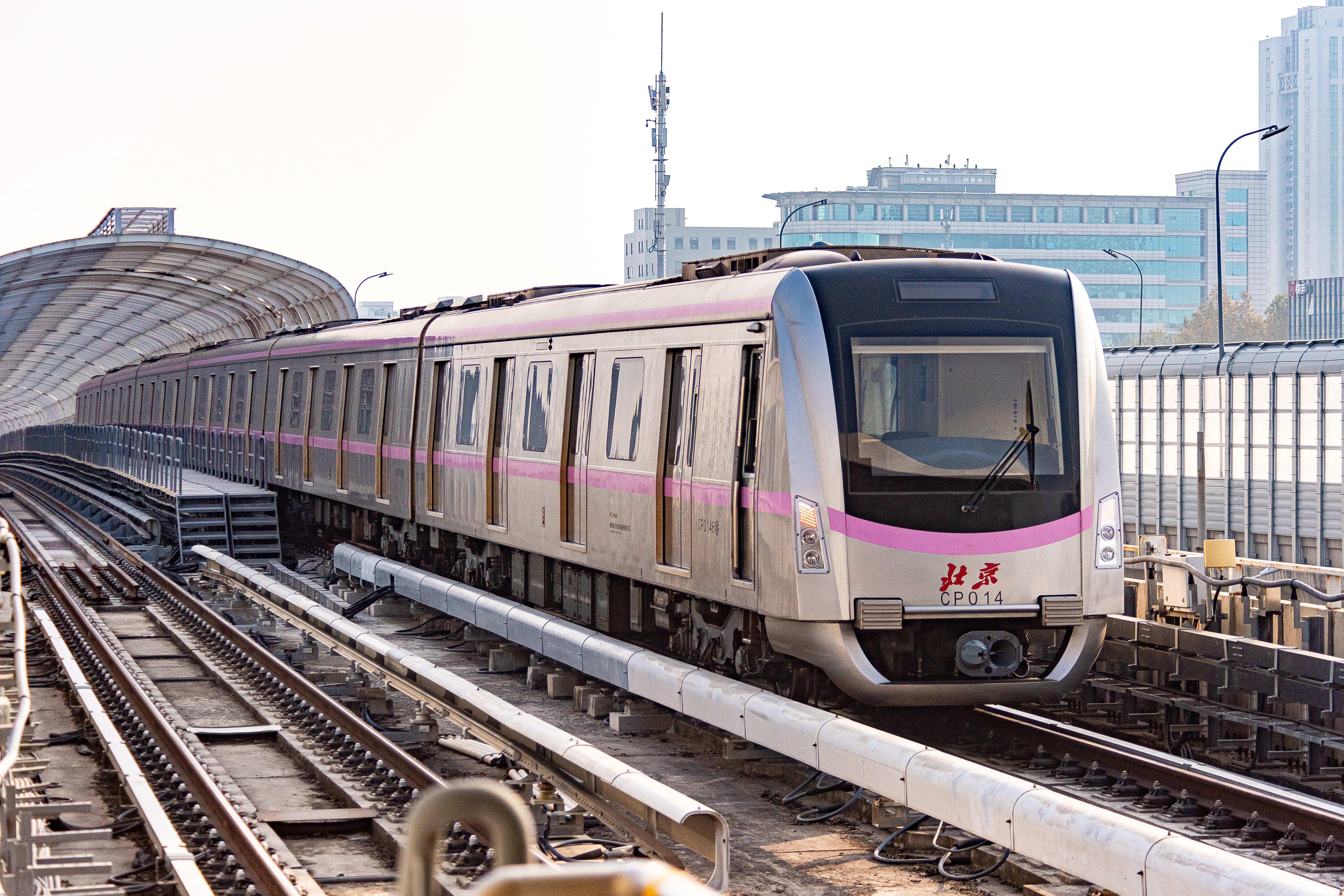
北京地下鉄昌平線SFM13型

1969年に北京で地下鉄が開業した。しかし地下鉄の整備は1978年の改革・開放政策まで十分には行われなかった。1980年代以降、外資の導入による近代化政策のもと都市部において地下鉄の建設が行われた。上海では1990年代以降の相次ぐオフィスビルの建設により地下鉄の路線網の拡充が急務となっていた。このため中国の地下鉄は、国産技術を主体とした北京地下鉄がその走りの北方グループと外国技術を主体とした上海軌道交通がその走りの南方グループに大別される。2010年代以降は急速な新線開通ラッシュにあり、今となっては前述の北京や上海のほか、天津、広州、長春、大連、武漢、深圳、重慶、南京、瀋陽、成都、仏山、西安、蘇州、昆明、杭州、ハルビン（哈爾濱）、鄭州、長沙、寧波、無錫、青島、南昌、福州、東莞、南寧、合肥、石家荘、貴陽、廈門、ウルムチ（烏魯木斉）、フフホト（呼和浩特）、温州、済南、蘭州、太原、洛陽などの主要都市で開通しており、世界屈指の地下鉄大国となっている。また、これら以外の各都市でも地下鉄の建設や計画が進められている。
香港

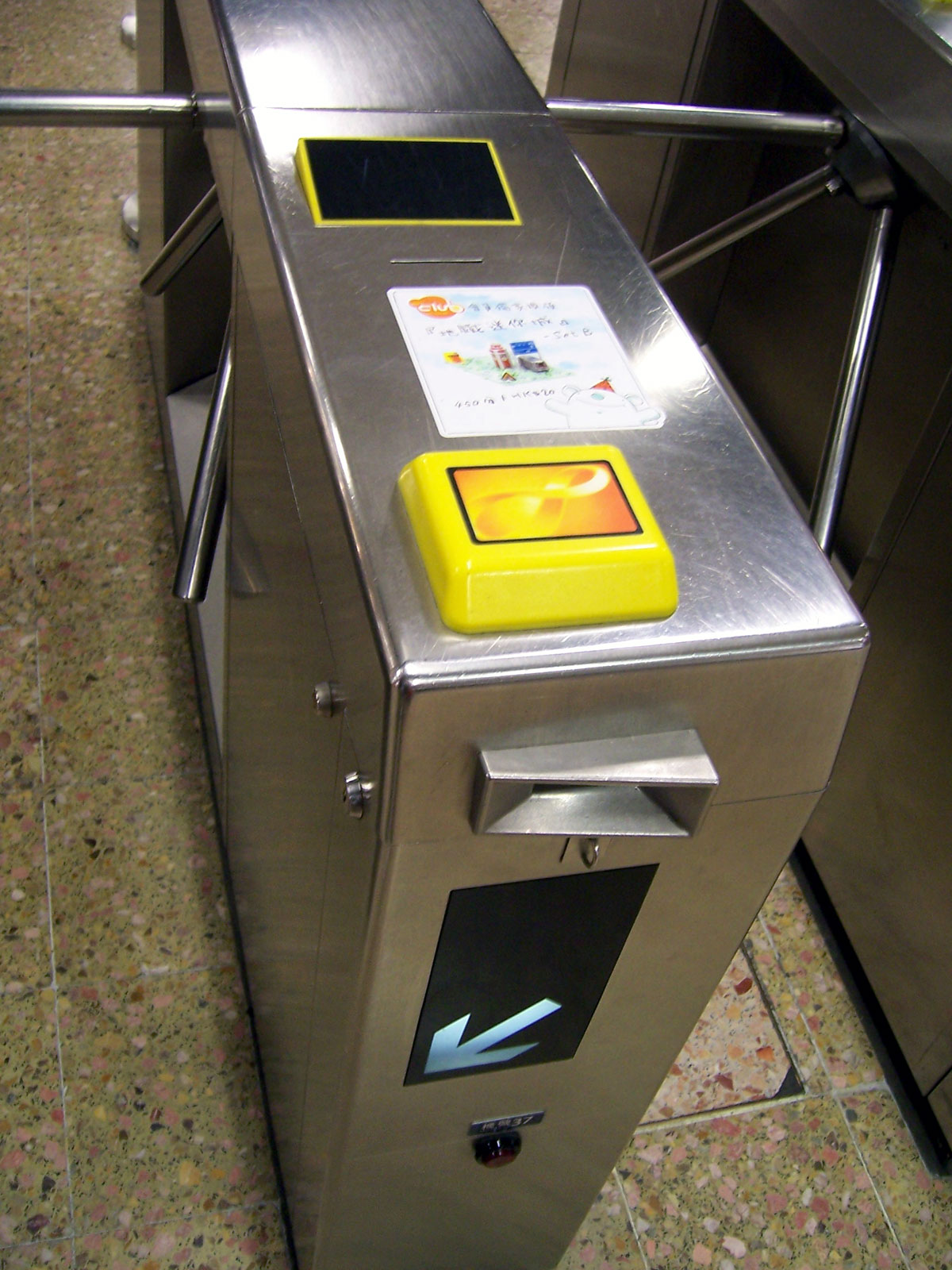
世界で初めて非接触型の軌道系交通カード『オクトパスカード』 （香港セントラル駅での改札機)

香港では1970年代のイギリス統治時代よりMTRが運営され、1979年の九龍地区の開通を皮切りに現在でも郊外路線を中心として新線が継続的に建設されている。1997年には世界で初めて非接触型の軌道系交通カード『オクトパスカード』を導入したほか、1998年には香港国際空港から市街間の空港連絡鉄道を開通させている。また運営会社の香港鉄路有限公司(MTRC)は、イギリス、スウェーデン、アイルランド、オーストラリアや中国の地下鉄建設への投資や運営提携なども行っている。
台湾

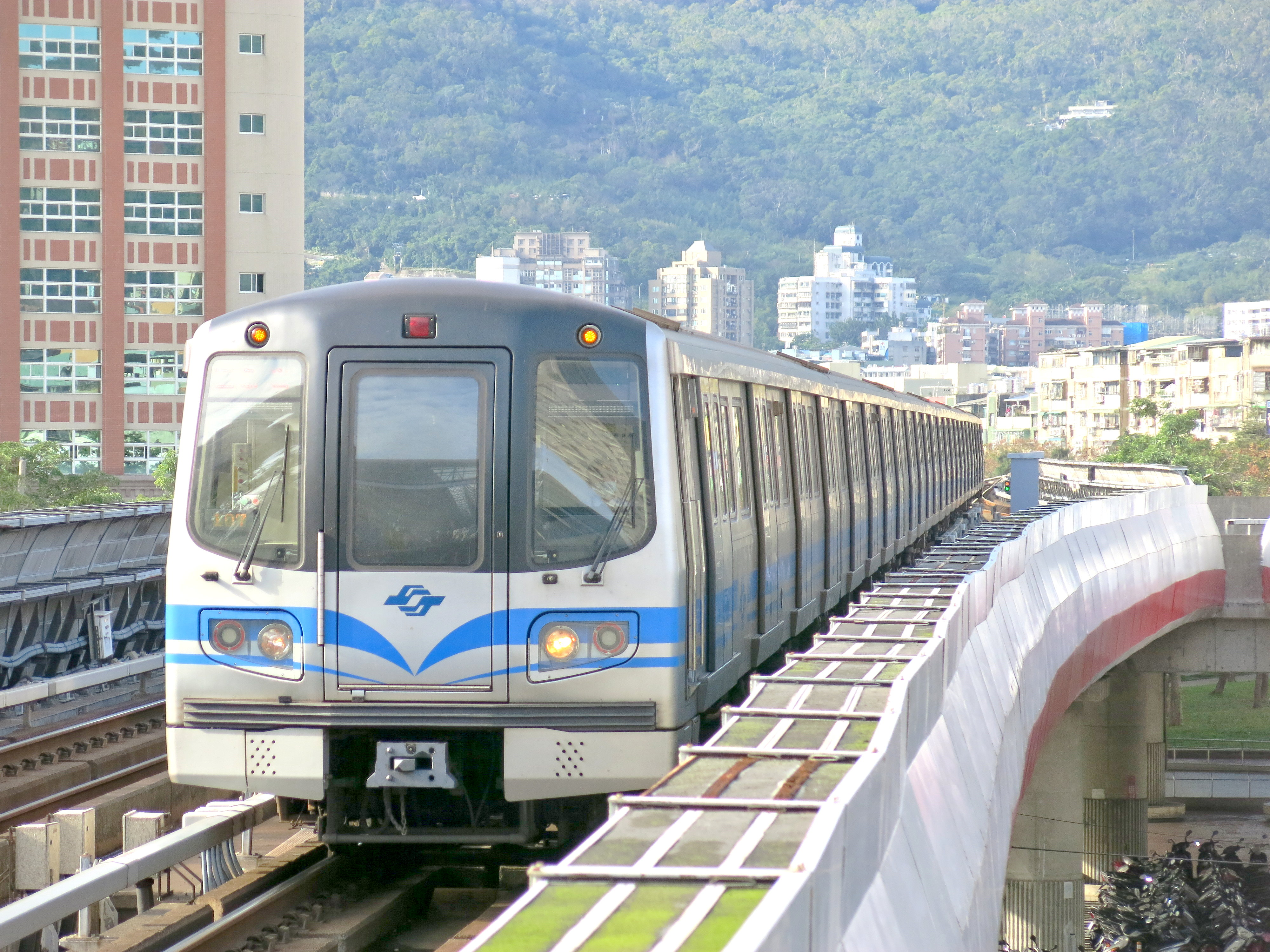
台北捷運淡水線C381型

「捷運」（英称 はMRT(Mass Rapid Transit)）と呼ばれる都市高速鉄道網が存在する（一部は高架式の新交通システム）。1996年に木柵線が開業して以降、現在、台北地区を中心に走る台北捷運(TRTC, Metro Taipei)と桃園捷運(Taoyuan Metro)、高雄地区に走る高雄捷運(KRTC, Kaohsiung Rapid Transit Corp)、台中地区を中心に走る台中捷運（TMRT, Taichung Mass Rapid Transit）が開業している。台南市・新竹市も、捷運の建設が計画中である。
韓国

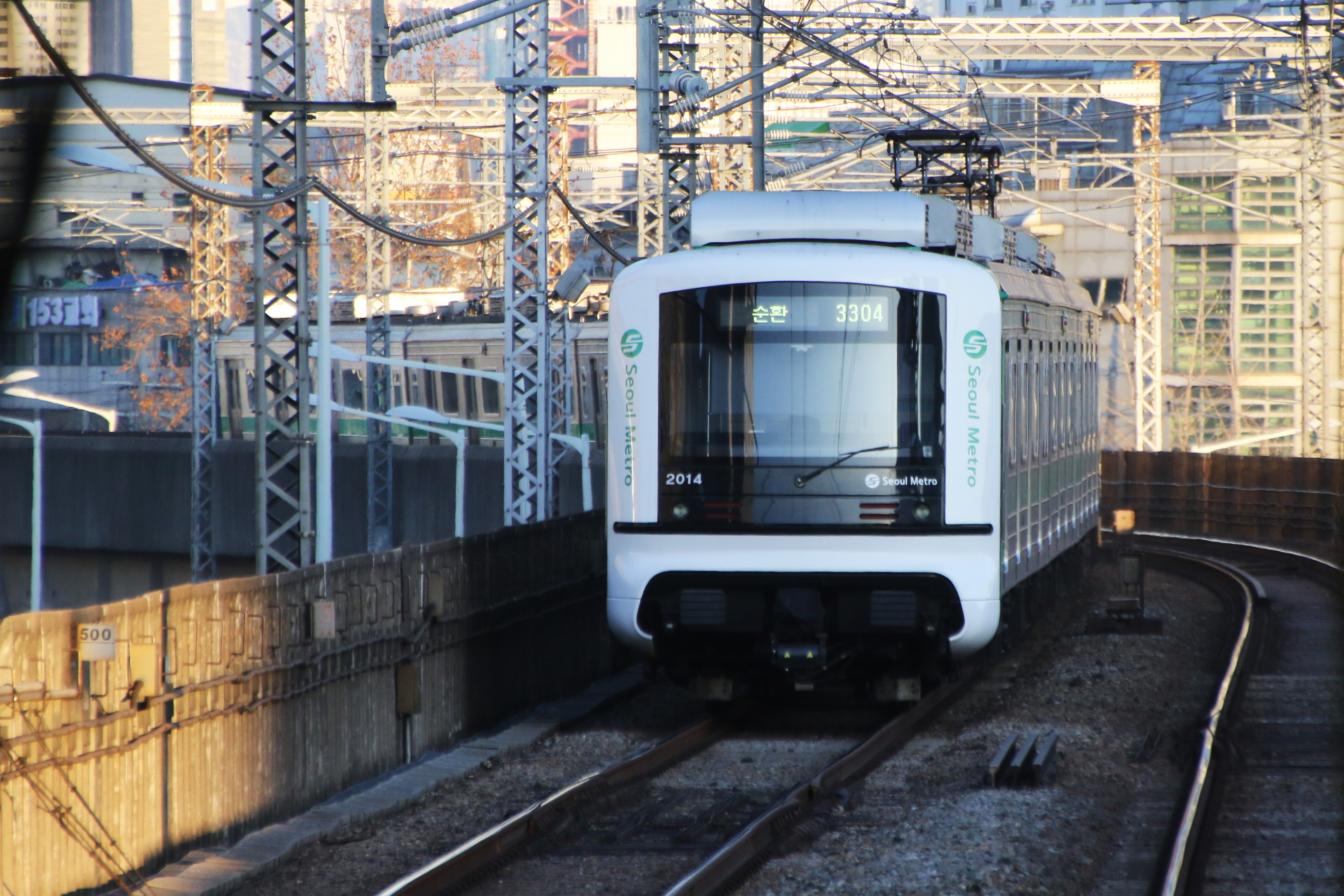
ソウル地下鉄2号線2000系

ソウルで、1974年に初の地下鉄路線が開業して以来、およそ30年の間に釜山・大邱・仁川・光州・大田といった地方都市でも開業した。日本からの政府開発援助・技術援助などを活用して多くの路線が整備されている。北朝鮮との準戦時体制にある韓国では、有事の際の避難所として有効に使える地下空間の利用が盛んで、特に首都のソウルでは地下街と共に大規模な路線網が形成されている。韓国では、ほとんどの地下鉄が各地方自治体が出資する公営企業体が運営している。ただし、近年では民営、半民営の地下鉄も増えつつある。
北朝鮮

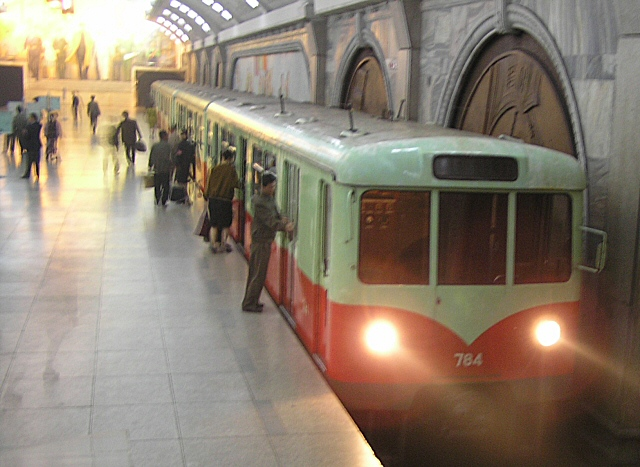
平壌地下鉄の復興駅停車中のD型

1973年開通の千里馬線、1978年開通の革新線の二路線がある。ソ連の技術援助により建設されたことから、東欧の地下鉄と類似しており、核シェルターの機能もあるため地下100メートル付近に建設されている。また社会主義建設の誇示する目的で、駅構内は豪華な装飾が施されているほか、駅名が北朝鮮の革命思想に基づいたものであるなど、政治的プロパガンダ色が強いという特色がある。

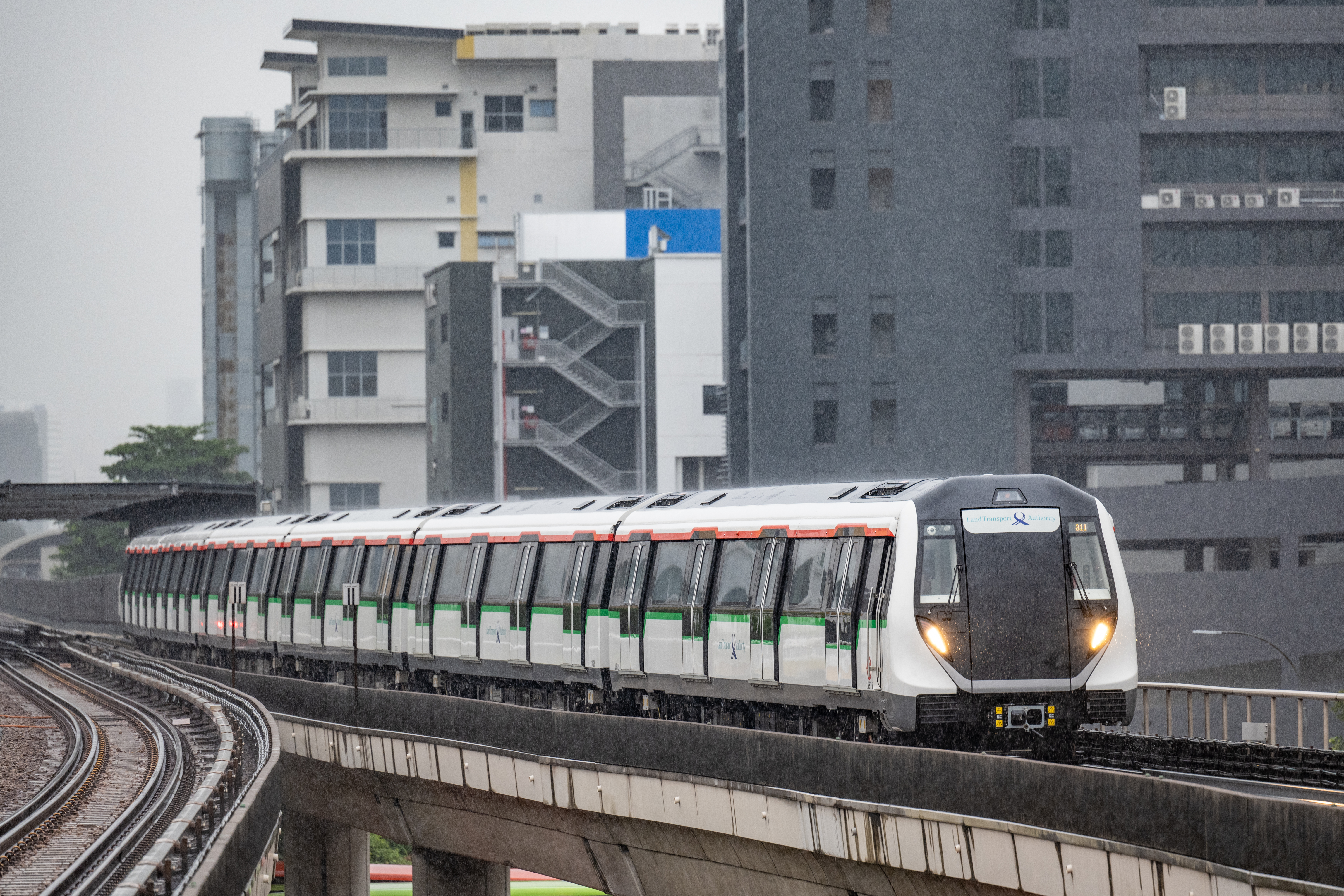
シンガポール地下鉄R151形電車

シンガポール

1987年よりMRTシンガポールSMRTにより運営されており、現在でも新線建設や路線延伸が進められている。離島を除くシンガポール全土（主にシンガポール島）を網羅しているほか、シンガポール・チャンギ国際空港と市街間との空港連絡鉄道の役割を持っている。
マレーシア
首都クアラルンプールで1996年に開業したラピドKL（MRT）は、中心部は地下区間となっている。
タイ
2004年に首都のバンコクで初めての地下鉄バンコク・メトロ（ブルーライン）が開通した。この建設費は、そのほとんどを日本からの円借款により賄った。2016年8月6日には新路線であるパープルラインが開業したが、この路線は全区間高架である。なお、パープルラインの車両は全て日本の総合車両製作所で製造された。
インド
1984年にコルカタでインド初の地下鉄が開業した。その後、2002年にはデリーでもデリーメトロが建設された。前述の通り日本などの先進国から技術などの開発援助が行われたのが特徴である。デリーメトロはインド最大の都市鉄道網となっている。2010年代以降急速に主要都市でも整備が進み、2022年4月現在でアフマダーバード、ベンガルール、チェンナイ、グルグラム、ハイデラバード、ジャイプル、カンプール、コーチ、ラクナウ、ムンバイ、ナーグプル、ノイーダ、プネーに地下鉄が開業している。
インドネシア
2019年3月にジャカルタで開業した。なお全区間高架である。
イラン
1999年にテヘランで運行が開始されたテヘラン・メトロは、7路線を持つ鉄道網となっている。2010年代に入り主要都市で建設が進み、マシュハド、シーラーズ、イスファハーン、タブリーズで運行を開始している。
ベトナム
2021年11月にハノイ・メトロ、2024年12月にホーチミン・メトロが開業した。これらの建設には日本からの開発援助が行われている。

### アフリカ
アフリカは第二次世界大戦後の1960年ごろまで多くが欧州先進国の植民地であったが、その間地下鉄は建設されなかった。
2010年までは、地下鉄が存在する都市はエジプトの首都であるカイロのみであった（カイロ地下鉄を参照のこと）。エジプトでは痴漢対策および宗教上の観点から女性専用車両が導入されている。
アルジェリアの首都であるアルジェでは、2011年11月1日より、アルジェ地下鉄の営業運転が開始されている。
ナイジェリアのラゴスでは、2018年の開業を目指し建設中である。また、エチオピアの首都アディスアベバでは、地下鉄建設は計画の段階である。

### オセアニア
2019年5月、シドニーにオセアニア初の地下鉄が開通した。この他にシドニーには「シティサークル」、メルボルンには「シティーループ」と呼ばれる地下環状線があるが、距離が短いため「地下鉄」とは認識されていない。これらはターミナル駅で電車の折り返し運転を減らすために建設されたものである。

### 特殊な地下鉄
- アメリカ合衆国の首都・ワシントンD.Cにはアメリカ合衆国議会議事堂と議員会館を結ぶ議員・議会関係者専用地下鉄であるアメリカ合衆国議会地下鉄がある[14]。
- モスクワには政府要人輸送用の地下鉄で、一般利用されていないモスクワ・メトロ2があると言われている。
- ジョージアのアブハジア自治共和国・グダウタ地区のノヴィ・アフォンには世界で唯一の観光用地下鉄、ノヴィ・アフォン洞窟鉄道が存在する[15]。